# Lista över fornlämningar i Trosa kommun
Lista över fornlämningar i Trosa kommun är en förteckning av ett urval av de fornlämningar som finns i Trosa kommun.

## Trosa stad
| Namn                  | Lämningstyp  | Tillkomsttid | Historisk indelning      | Plats | Läge                 | ID-nr          | Bild                                 |
| --------------------- | ------------ | ------------ | ------------------------ | ----- | -------------------- | -------------- | ------------------------------------ |
| Trosa-Vagnhärad 153:1 | Stensättning |              | Trosa stad, Södermanland |       | 58.906550, 17.537536 | 10037801530001 | Ladda upp en bild av detta fornminne |
| Trosa-Vagnhärad 261:1 | Runristning  |              | Trosa stad, Södermanland |       | 58.902029, 17.555145 | 10037802610001 | Ladda upp en bild av detta fornminne |

## Trosa-Vagnhärad
| Namn                                                   | Lämningstyp                 | Tillkomsttid     | Historisk indelning                                             | Plats      | Läge                 | ID-nr          | Bild                                      |
| ------------------------------------------------------ | --------------------------- | ---------------- | --------------------------------------------------------------- | ---------- | -------------------- | -------------- | ----------------------------------------- |
| Trosa-Vagnhärad 2:1                                    | Stensättning                |                  | Trosa-Vagnhärad, Södermanland                                   |            | 58.990632, 17.447857 | 10037800020001 | Ladda upp en bild av detta fornminne      |
| Trosa-Vagnhärad 3:1                                    | Gravfält                    |                  | Trosa-Vagnhärad, Södermanland                                   |            | 58.973150, 17.404838 | 10037800030001 | Ladda upp en bild av detta fornminne      |
| Trosa-Vagnhärad 5:1                                    | Gravfält                    |                  | Trosa-Vagnhärad, Södermanland                                   |            | 58.976959, 17.403724 | 10037800050001 | Ladda upp en bild av detta fornminne      |
| Sö 34 (Trosa-Vagnhärad 7:1)                            | Runristning                 |                  | Trosa-Vagnhärad, Södermanland                                   | Tjuvstigen | 58.977985, 17.545372 | 10037800070001 | Ladda upp en till bild av detta fornminne |
| Sö 35 (Trosa-Vagnhärad 7:2)                            | Runristning                 |                  | Trosa-Vagnhärad, Södermanland                                   | Tjuvstigen | 58.977881, 17.545352 | 10037800070002 | Ladda upp en till bild av detta fornminne |
| Trosa-Vagnhärad 10:1                                   | Gravfält                    |                  | Trosa-Vagnhärad, Södermanland                                   |            | 58.947759, 17.439116 | 10037800100001 | Ladda upp en bild av detta fornminne      |
| Trosa-Vagnhärad 11:1                                   | Hög                         |                  | Trosa-Vagnhärad, Södermanland                                   |            | 58.946545, 17.439497 | 10037800110001 | Ladda upp en bild av detta fornminne      |
| Trosa-Vagnhärad 12:1                                   | Stensättning                |                  | Trosa-Vagnhärad, Södermanland                                   |            | 58.945491, 17.445610 | 10037800120001 | Ladda upp en bild av detta fornminne      |
| Trosa-Vagnhärad 12:3                                   | Stensättning                |                  | Trosa-Vagnhärad, Södermanland                                   |            | 58.945994, 17.444812 | 10037800120003 | Ladda upp en bild av detta fornminne      |
| Trosa-Vagnhärad 13:1                                   | Gravfält                    |                  | Trosa-Vagnhärad, Södermanland                                   |            | 58.942838, 17.454006 | 10037800130001 | Ladda upp en bild av detta fornminne      |
| Trosa-Vagnhärad 15:1                                   | Gravfält                    |                  | Trosa-Vagnhärad, Södermanland                                   |            | 58.946769, 17.424509 | 10037800150001 | Ladda upp en bild av detta fornminne      |
| Trosa-Vagnhärad 16:1                                   | Stensättning                |                  | Trosa-Vagnhärad, Södermanland                                   |            | 58.954296, 17.417574 | 10037800160001 | Ladda upp en bild av detta fornminne      |
| Trosa-Vagnhärad 18:1                                   | Gravfält                    |                  | Trosa-Vagnhärad, Södermanland                                   |            | 58.959408, 17.408145 | 10037800180001 | Ladda upp en bild av detta fornminne      |
| Trosa-Vagnhärad 21:1                                   | Röse                        |                  | Trosa-Vagnhärad, Södermanland                                   |            | 58.960826, 17.403707 | 10037800210001 | Ladda upp en bild av detta fornminne      |
| Trosa-Vagnhärad 21:2                                   | Röse                        |                  | Trosa-Vagnhärad, Södermanland                                   |            | 58.960756, 17.404707 | 10037800210002 | Ladda upp en bild av detta fornminne      |
| Trosa-Vagnhärad 21:5                                   | Röse                        |                  | Trosa-Vagnhärad, Södermanland                                   |            | 58.961428, 17.403803 | 10037800210005 | Ladda upp en bild av detta fornminne      |
| Trosa-Vagnhärad 21:6                                   | Stensättning                |                  | Trosa-Vagnhärad, Södermanland                                   |            | 58.960808, 17.405108 | 10037800210006 | Ladda upp en bild av detta fornminne      |
| Trosa-Vagnhärad 21:7                                   | Stensättning                |                  | Trosa-VagnhäradSö30 Nora - kmb.16000300038763.jpg, Södermanland |            | 58.960828, 17.405247 | 10037800210007 | Ladda upp en bild av detta fornminne      |
| Trosa-Vagnhärad 21:8                                   | Stensättning                |                  | Trosa-Vagnhärad, Södermanland                                   |            | 58.960833, 17.405385 | 10037800210008 | Ladda upp en bild av detta fornminne      |
| Trosa-Vagnhärad 21:9                                   | Stensättning                |                  | Trosa-Vagnhärad, Södermanland                                   |            | 58.960855, 17.405949 | 10037800210009 | Ladda upp en bild av detta fornminne      |
| Trosa-Vagnhärad 21:10                                  | Stensättning                |                  | Trosa-Vagnhärad, Södermanland                                   |            | 58.960910, 17.406117 | 10037800210010 | Ladda upp en bild av detta fornminne      |
| Trosa-Vagnhärad 22:1                                   | Stensättning                |                  | Trosa-Vagnhärad, Södermanland                                   |            | 58.967662, 17.518008 | 10037800220001 | Ladda upp en bild av detta fornminne      |
| Trosa-Vagnhärad 23:1                                   | Stensättning                |                  | Trosa-Vagnhärad, Södermanland                                   |            | 58.968614, 17.510708 | 10037800230001 | Ladda upp en bild av detta fornminne      |
| Trosa-Vagnhärad 24:1                                   | Gravfält                    |                  | Trosa-Vagnhärad, Södermanland                                   |            | 58.968046, 17.504670 | 10037800240001 | Ladda upp en bild av detta fornminne      |
| Trosa-Vagnhärad 25:1                                   | Gravfält                    |                  | Trosa-Vagnhärad, Södermanland                                   |            | 58.965961, 17.506087 | 10037800250001 | Ladda upp en bild av detta fornminne      |
| Sö 30 (Trosa-Vagnhärad 26:1)                           | Runristning                 |                  | Trosa-Vagnhärad, Södermanland                                   | Nora       | 58.966218, 17.541237 | 10037800260001 | Ladda upp en till bild av detta fornminne |
| Trosa-Vagnhärad 27:1                                   | Gravfält                    |                  | Trosa-Vagnhärad, Södermanland                                   |            | 58.949135, 17.525766 | 10037800270001 | Ladda upp en bild av detta fornminne      |
| Trosa-Vagnhärad 28:1                                   | Stensättning                |                  | Trosa-Vagnhärad, Södermanland                                   |            | 58.949275, 17.535664 | 10037800280001 | Ladda upp en bild av detta fornminne      |
| Trosa-Vagnhärad 28:2                                   | Stensättning                |                  | Trosa-Vagnhärad, Södermanland                                   |            | 58.948990, 17.535464 | 10037800280002 | Ladda upp en bild av detta fornminne      |
| Trosa-Vagnhärad 29:1                                   | Stensättning                |                  | Trosa-Vagnhärad, Södermanland                                   |            | 58.948352, 17.537684 | 10037800290001 | Ladda upp en bild av detta fornminne      |
| Trosa-Vagnhärad 30:1                                   | Stensättning                |                  | Trosa-Vagnhärad, Södermanland                                   |            | 58.948124, 17.529926 | 10037800300001 | Ladda upp en bild av detta fornminne      |
| Trosa-Vagnhärad 31:1                                   | Stensättning                |                  | Trosa-Vagnhärad, Södermanland                                   |            | 58.951642, 17.540679 | 10037800310001 | Ladda upp en bild av detta fornminne      |
| Trosa-Vagnhärad 32:1                                   | Gravfält                    |                  | Trosa-Vagnhärad, Södermanland                                   |            | 58.951144, 17.537474 | 10037800320001 | Ladda upp en bild av detta fornminne      |
| Trosa-Vagnhärad 33:1                                   | Hög                         |                  | Trosa-Vagnhärad, Södermanland                                   |            | 58.958418, 17.529690 | 10037800330001 | Ladda upp en bild av detta fornminne      |
| Trosa-Vagnhärad 34:1                                   | Gravfält                    |                  | Trosa-Vagnhärad, Södermanland                                   |            | 58.961694, 17.523791 | 10037800340001 | Ladda upp en bild av detta fornminne      |
| Trosa-Vagnhärad 36:1                                   | Hög                         |                  | Trosa-Vagnhärad, Södermanland                                   |            | 58.951839, 17.514641 | 10037800360001 | Ladda upp en bild av detta fornminne      |
| Trosa-Vagnhärad 37:1                                   | Stensättning                |                  | Trosa-Vagnhärad, Södermanland                                   |            | 58.949408, 17.513862 | 10037800370001 | Ladda upp en bild av detta fornminne      |
| Trosa-Vagnhärad 37:2                                   | Stensättning                |                  | Trosa-Vagnhärad, Södermanland                                   |            | 58.949294, 17.513982 | 10037800370002 | Ladda upp en bild av detta fornminne      |
| Trosa-Vagnhärad 38:1                                   | Stensättning                |                  | Trosa-Vagnhärad, Södermanland                                   |            | 58.954474, 17.503181 | 10037800380001 | Ladda upp en bild av detta fornminne      |
| Trosa-Vagnhärad 39:1                                   | Gravfält                    |                  | Trosa-Vagnhärad, Södermanland                                   |            | 58.953760, 17.505484 | 10037800390001 | Ladda upp en bild av detta fornminne      |
| Trosa-Vagnhärad 40:1                                   | Stensättning                |                  | Trosa-Vagnhärad, Södermanland                                   |            | 58.953382, 17.509389 | 10037800400001 | Ladda upp en bild av detta fornminne      |
| Trosa-Vagnhärad 40:2                                   | Stensättning                |                  | Trosa-Vagnhärad, Södermanland                                   |            | 58.953595, 17.509418 | 10037800400002 | Ladda upp en bild av detta fornminne      |
| Trosa-Vagnhärad 40:3                                   | Stensättning                |                  | Trosa-Vagnhärad, Södermanland                                   |            | 58.953959, 17.509041 | 10037800400003 | Ladda upp en bild av detta fornminne      |
| Trosa-Vagnhärad 41:1                                   | Hög                         |                  | Trosa-Vagnhärad, Södermanland                                   |            | 58.962282, 17.524615 | 10037800410001 | Ladda upp en bild av detta fornminne      |
| Trosa-Vagnhärad 41:2                                   | Stensättning                |                  | Trosa-Vagnhärad, Södermanland                                   |            | 58.962192, 17.524709 | 10037800410002 | Ladda upp en bild av detta fornminne      |
| Trosa-Vagnhärad 42:1                                   | Hög                         |                  | Trosa-Vagnhärad, Södermanland                                   |            | 58.965217, 17.506231 | 10037800420001 | Ladda upp en bild av detta fornminne      |
| Trosa-Vagnhärad 43:1                                   | Gravfält                    |                  | Trosa-Vagnhärad, Södermanland                                   |            | 58.946499, 17.475926 | 10037800430001 | Ladda upp en bild av detta fornminne      |
| Trosa-Vagnhärad 46:1                                   | Gravfält                    |                  | Trosa-Vagnhärad, Södermanland                                   |            | 58.940329, 17.462542 | 10037800460001 | Ladda upp en bild av detta fornminne      |
| Trosa-Vagnhärad 48:1                                   | Gravfält                    |                  | Trosa-Vagnhärad, Södermanland                                   |            | 58.942570, 17.463238 | 10037800480001 | Ladda upp en bild av detta fornminne      |
| Trosa-Vagnhärad 49:1                                   | Gravfält                    |                  | Trosa-Vagnhärad, Södermanland                                   |            | 58.936044, 17.488888 | 10037800490001 | Ladda upp en bild av detta fornminne      |
| Trosa-Vagnhärad 50:1                                   | Gravfält                    |                  | Trosa-Vagnhärad, Södermanland                                   |            | 58.937281, 17.487579 | 10037800500001 | Ladda upp en bild av detta fornminne      |
| Trosa-Vagnhärad 51:1                                   | Gravfält                    |                  | Trosa-Vagnhärad, Södermanland                                   |            | 58.934191, 17.489497 | 10037800510001 | Ladda upp en bild av detta fornminne      |
| Trosa-Vagnhärad 52:1                                   | Stensättning                |                  | Trosa-Vagnhärad, Södermanland                                   |            | 58.931895, 17.496637 | 10037800520001 | Ladda upp en bild av detta fornminne      |
| Trosa-Vagnhärad 53:1                                   | Hög                         |                  | Trosa-Vagnhärad, Södermanland                                   |            | 58.932681, 17.497813 | 10037800530001 | Ladda upp en bild av detta fornminne      |
| Trosa-Vagnhärad 53:2                                   | Hög                         |                  | Trosa-Vagnhärad, Södermanland                                   |            | 58.932745, 17.497622 | 10037800530002 | Ladda upp en bild av detta fornminne      |
| Trosa-Vagnhärad 54:1                                   | Gravfält                    |                  | Trosa-Vagnhärad, Södermanland                                   |            | 58.936440, 17.497908 | 10037800540001 | Ladda upp en bild av detta fornminne      |
| Trosa-Vagnhärad 55:1                                   | Gravfält                    |                  | Trosa-Vagnhärad, Södermanland                                   |            | 58.953063, 17.424980 | 10037800550001 | Ladda upp en bild av detta fornminne      |
| Trosa-Vagnhärad 56:1                                   | Stensättning                |                  | Trosa-Vagnhärad, Södermanland                                   |            | 58.956235, 17.419929 | 10037800560001 | Ladda upp en bild av detta fornminne      |
| Trosa-Vagnhärad 57:101                                 | Gravfält                    |                  | Trosa-Vagnhärad, Södermanland                                   |            | 58.956644, 17.418228 | 10037800570101 | Ladda upp en bild av detta fornminne      |
| Trosa-Vagnhärad 57:201                                 | Gravfält                    |                  | Trosa-Vagnhärad, Södermanland                                   |            | 58.956758, 17.419883 | 10037800570201 | Ladda upp en bild av detta fornminne      |
| Trosa-Vagnhärad 58:1                                   | Stensättning                |                  | Trosa-Vagnhärad, Södermanland                                   |            | 58.954962, 17.414311 | 10037800580001 | Ladda upp en bild av detta fornminne      |
| Trosa-Vagnhärad 60:1                                   | Gravfält                    |                  | Trosa-Vagnhärad, Södermanland                                   |            | 58.958480, 17.426131 | 10037800600001 | Ladda upp en bild av detta fornminne      |
| Trosa-Vagnhärad 60:2                                   | Hällristning                |                  | Trosa-Vagnhärad, Södermanland                                   |            | 58.958297, 17.427050 | 10037800600002 | Ladda upp en bild av detta fornminne      |
| Trosa-Vagnhärad 61:1                                   | Gravfält                    |                  | Trosa-Vagnhärad, Södermanland                                   |            | 58.955994, 17.425728 | 10037800610001 | Ladda upp en bild av detta fornminne      |
| Trosa-Vagnhärad 62:1                                   | Gravfält                    |                  | Trosa-Vagnhärad, Södermanland                                   |            | 58.958298, 17.424049 | 10037800620001 | Ladda upp en bild av detta fornminne      |
| Trosa-Vagnhärad 63:1                                   | Hög                         |                  | Trosa-Vagnhärad, Södermanland                                   |            | 58.963136, 17.424503 | 10037800630001 | Ladda upp en bild av detta fornminne      |
| Sö 37 (Trosa-Vagnhärad 64:1)                           | Runristning                 |                  | Trosa-Vagnhärad, Södermanland                                   | Vappersta  | 58.970136, 17.425613 | 10037800640001 | Ladda upp en till bild av detta fornminne |
| Sö 32 (Trosa-Vagnhärad 65:1)                           | Runristning                 |                  | Trosa-Vagnhärad, Södermanland                                   | Skåäng     | 58.963950, 17.431451 | 10037800650001 | Ladda upp en till bild av detta fornminne |
| Trosa-Vagnhärad 66:1                                   | Stensättning                |                  | Trosa-Vagnhärad, Södermanland                                   |            | 58.961860, 17.427730 | 10037800660001 | Ladda upp en bild av detta fornminne      |
| Trosa-Vagnhärad 68:1                                   | Gravfält                    |                  | Trosa-Vagnhärad, Södermanland                                   |            | 58.927932, 17.484519 | 10037800680001 | Ladda upp en bild av detta fornminne      |
| Trosa-Vagnhärad 69:1                                   | Stensättning                |                  | Trosa-Vagnhärad, Södermanland                                   |            | 58.955480, 17.437343 | 10037800690001 | Ladda upp en bild av detta fornminne      |
| Trosa-Vagnhärad 70:1                                   | Grav- och boplatsområde     |                  | Trosa-Vagnhärad, Södermanland                                   |            | 58.955108, 17.437999 | 10037800700001 | Ladda upp en bild av detta fornminne      |
| Trosa-Vagnhärad 71:1                                   | Stensättning                |                  | Trosa-Vagnhärad, Södermanland                                   |            | 58.955635, 17.429502 | 10037800710001 | Ladda upp en bild av detta fornminne      |
| Trosa-Vagnhärad 71:2                                   | Stensättning                |                  | Trosa-Vagnhärad, Södermanland                                   |            | 58.955851, 17.429283 | 10037800710002 | Ladda upp en bild av detta fornminne      |
| Trosa-Vagnhärad 72:1                                   | Gravfält                    |                  | Trosa-Vagnhärad, Södermanland                                   |            | 58.952538, 17.442363 | 10037800720101 | Ladda upp en bild av detta fornminne      |
| Trosa-Vagnhärad 72:2                                   | Hög                         |                  | Trosa-Vagnhärad, Södermanland                                   |            | 58.952188, 17.443026 | 10037800720201 | Ladda upp en bild av detta fornminne      |
| Trosa-Vagnhärad 73:1                                   | Stensättning                |                  | Trosa-Vagnhärad, Södermanland                                   |            | 58.952639, 17.445609 | 10037800730001 | Ladda upp en bild av detta fornminne      |
| Trosa-Vagnhärad 74:1                                   | Gravfält                    |                  | Trosa-Vagnhärad, Södermanland                                   |            | 58.951009, 17.447709 | 10037800740001 | Ladda upp en bild av detta fornminne      |
| Trosa-Vagnhärad 75:1                                   | Gravfält                    |                  | Trosa-Vagnhärad, Södermanland                                   |            | 58.948443, 17.512527 | 10037800750001 | Ladda upp en bild av detta fornminne      |
| Trosa-Vagnhärad 76:1                                   | Hög                         |                  | Trosa-Vagnhärad, Södermanland                                   |            | 58.957550, 17.424393 | 10037800760001 | Ladda upp en bild av detta fornminne      |
| Trosa-Vagnhärad 78:1                                   | Begravningsplats            |                  | Trosa-Vagnhärad, Södermanland                                   |            | 58.802110, 17.676641 | 10037800780001 | Ladda upp en bild av detta fornminne      |
| Trosa-Vagnhärad 81:1                                   | Stensättning                |                  | Trosa-Vagnhärad, Södermanland                                   |            | 58.925297, 17.481445 | 10037800810001 | Ladda upp en bild av detta fornminne      |
| Trosa-Vagnhärad 82:1                                   | Stensättning                |                  | Trosa-Vagnhärad, Södermanland                                   |            | 58.961372, 17.411195 | 10037800820001 | Ladda upp en bild av detta fornminne      |
| Trosa-Vagnhärad 83:1                                   | Stensättning                |                  | Trosa-Vagnhärad, Södermanland                                   |            | 58.936051, 17.501773 | 10037800830001 | Ladda upp en bild av detta fornminne      |
| Trosa-Vagnhärad 84:1                                   | Stensättning                |                  | Trosa-Vagnhärad, Södermanland                                   |            | 58.930481, 17.501211 | 10037800840001 | Ladda upp en bild av detta fornminne      |
| Trosa-Vagnhärad 85:1                                   | Röse                        |                  | Trosa-Vagnhärad, Södermanland                                   |            | 58.935920, 17.480233 | 10037800850001 | Ladda upp en bild av detta fornminne      |
| Trosa-Vagnhärad 86:1                                   | Stensättning                |                  | Trosa-Vagnhärad, Södermanland                                   |            | 58.936472, 17.479357 | 10037800860001 | Ladda upp en bild av detta fornminne      |
| Trosa-Vagnhärad 87:1                                   | Hög                         |                  | Trosa-Vagnhärad, Södermanland                                   |            | 58.934405, 17.479960 | 10037800870001 | Ladda upp en bild av detta fornminne      |
| Trosa-Vagnhärad 88:1                                   | Grav markerad av sten/block |                  | Trosa-Vagnhärad, Södermanland                                   |            | 58.935890, 17.484443 | 10037800880001 | Ladda upp en bild av detta fornminne      |
| Trosa-Vagnhärad 89:1                                   | Grav markerad av sten/block |                  | Trosa-Vagnhärad, Södermanland                                   |            | 58.935984, 17.485246 | 10037800890001 | Ladda upp en bild av detta fornminne      |
| Trosa-Vagnhärad 89:2                                   | Grav markerad av sten/block |                  | Trosa-Vagnhärad, Södermanland                                   |            | 58.935953, 17.485361 | 10037800890002 | Ladda upp en bild av detta fornminne      |
| Trosa-Vagnhärad 91:1                                   | Röse                        |                  | Trosa-Vagnhärad, Södermanland                                   |            | 58.942387, 17.470425 | 10037800910001 | Ladda upp en bild av detta fornminne      |
| Trosa-Vagnhärad 92:1                                   | Stensättning                |                  | Trosa-Vagnhärad, Södermanland                                   |            | 58.948206, 17.459270 | 10037800920001 | Ladda upp en bild av detta fornminne      |
| Trosa-Vagnhärad 92:2                                   | Stensättning                |                  | Trosa-Vagnhärad, Södermanland                                   |            | 58.948026, 17.459388 | 10037800920002 | Ladda upp en bild av detta fornminne      |
| Trosa-Vagnhärad 93:1                                   | Hög                         |                  | Trosa-Vagnhärad, Södermanland                                   |            | 58.942391, 17.506547 | 10037800930001 | Ladda upp en bild av detta fornminne      |
| Trosa-Vagnhärad 95:1                                   | Stensättning                |                  | Trosa-Vagnhärad, Södermanland                                   |            | 58.951541, 17.491526 | 10037800950001 | Ladda upp en bild av detta fornminne      |
| Trosa-Vagnhärad 97:1                                   | Gravfält                    |                  | Trosa-Vagnhärad, Södermanland                                   |            | 58.951655, 17.487761 | 10037800970001 | Ladda upp en bild av detta fornminne      |
| Trosa-Vagnhärad 98:1                                   | Hög                         |                  | Trosa-Vagnhärad, Södermanland                                   |            | 58.933588, 17.481806 | 10037800980001 | Ladda upp en bild av detta fornminne      |
| Trosa-Vagnhärad 99:1                                   | Gravfält                    |                  | Trosa-Vagnhärad, Södermanland                                   |            | 58.950504, 17.479684 | 10037800990001 | Ladda upp en bild av detta fornminne      |
| Trosa-Vagnhärad 101:1                                  | Gravfält                    |                  | Trosa-Vagnhärad, Södermanland                                   |            | 58.959140, 17.485429 | 10037801010001 | Ladda upp en bild av detta fornminne      |
| Trosa-Vagnhärad 102:1                                  | Stensättning                |                  | Trosa-Vagnhärad, Södermanland                                   |            | 58.965080, 17.494279 | 10037801020001 | Ladda upp en bild av detta fornminne      |
| Trosa-Vagnhärad 103:1                                  | Stensättning                |                  | Trosa-Vagnhärad, Södermanland                                   |            | 58.959103, 17.491962 | 10037801030001 | Ladda upp en bild av detta fornminne      |
| Trosa-Vagnhärad 104:2                                  | Stensättning                |                  | Trosa-Vagnhärad, Södermanland                                   |            | 58.955956, 17.495445 | 10037801040002 | Ladda upp en bild av detta fornminne      |
| Trosa-Vagnhärad 105:1                                  | Stensättning                |                  | Trosa-Vagnhärad, Södermanland                                   |            | 58.966366, 17.488913 | 10037801050001 | Ladda upp en bild av detta fornminne      |
| Trosa-Vagnhärad 106:1                                  | Gravfält                    |                  | Trosa-Vagnhärad, Södermanland                                   |            | 58.967710, 17.496983 | 10037801060001 | Ladda upp en bild av detta fornminne      |
| Trosa-Vagnhärad 108:1                                  | Gravfält                    |                  | Trosa-Vagnhärad, Södermanland                                   |            | 58.951460, 17.493876 | 10037801080001 | Ladda upp en bild av detta fornminne      |
| Trosa-Vagnhärad 109:1                                  | Gravfält                    |                  | Trosa-Vagnhärad, Södermanland                                   |            | 58.951678, 17.489248 | 10037801090001 | Ladda upp en bild av detta fornminne      |
| Trosa-Vagnhärad 110:1                                  | Hög                         |                  | Trosa-Vagnhärad, Södermanland                                   |            | 58.951754, 17.492231 | 10037801100001 | Ladda upp en bild av detta fornminne      |
| Trosa-Vagnhärad 111:1                                  | Stensättning                |                  | Trosa-Vagnhärad, Södermanland                                   |            | 58.951728, 17.490356 | 10037801110001 | Ladda upp en bild av detta fornminne      |
| Trosa-Vagnhärad 111:2                                  | Stensättning                |                  | Trosa-Vagnhärad, Södermanland                                   |            | 58.951615, 17.490197 | 10037801110002 | Ladda upp en bild av detta fornminne      |
| Trosa-Vagnhärad 111:3                                  | Stensättning                |                  | Trosa-Vagnhärad, Södermanland                                   |            | 58.951820, 17.490457 | 10037801110003 | Ladda upp en bild av detta fornminne      |
| Trosa-Vagnhärad 112:1                                  | Gravfält                    |                  | Trosa-Vagnhärad, Södermanland                                   |            | 58.948603, 17.478986 | 10037801120001 | Ladda upp en bild av detta fornminne      |
| Trosa-Vagnhärad 113:1                                  | Stensättning                |                  | Trosa-Vagnhärad, Södermanland                                   |            | 58.948055, 17.479718 | 10037801130001 | Ladda upp en bild av detta fornminne      |
| Trosa-Vagnhärad 113:3                                  | Stensättning                |                  | Trosa-Vagnhärad, Södermanland                                   |            | 58.948600, 17.480765 | 10037801130003 | Ladda upp en bild av detta fornminne      |
| Trosa-Vagnhärad 113:4                                  | Stensättning                |                  | Trosa-Vagnhärad, Södermanland                                   |            | 58.948710, 17.480854 | 10037801130004 | Ladda upp en bild av detta fornminne      |
| Trosa-Vagnhärad 114:1                                  | Grav- och boplatsområde     |                  | Trosa-Vagnhärad, Södermanland                                   |            | 58.948081, 17.485203 | 10037801140001 | Ladda upp en bild av detta fornminne      |
| Trosa-Vagnhärad 115:1                                  | Stensättning                |                  | Trosa-Vagnhärad, Södermanland                                   |            | 58.948368, 17.481337 | 10037801150001 | Ladda upp en bild av detta fornminne      |
| Trosa-Vagnhärad 115:2                                  | Stensättning                |                  | Trosa-Vagnhärad, Södermanland                                   |            | 58.948374, 17.481554 | 10037801150002 | Ladda upp en bild av detta fornminne      |
| Trosa-Vagnhärad 115:3                                  | Stensättning                |                  | Trosa-Vagnhärad, Södermanland                                   |            | 58.948357, 17.482203 | 10037801150003 | Ladda upp en bild av detta fornminne      |
| Trosa-Vagnhärad 115:4                                  | Stensättning                |                  | Trosa-Vagnhärad, Södermanland                                   |            | 58.948303, 17.482384 | 10037801150004 | Ladda upp en bild av detta fornminne      |
| Trosa-Vagnhärad 115:5                                  | Stensättning                |                  | Trosa-Vagnhärad, Södermanland                                   |            | 58.948275, 17.482566 | 10037801150005 | Ladda upp en bild av detta fornminne      |
| Trosa-Vagnhärad 116:1                                  | Gravfält                    |                  | Trosa-Vagnhärad, Södermanland                                   |            | 58.948376, 17.476625 | 10037801160001 | Ladda upp en bild av detta fornminne      |
| Trosa-Vagnhärad 118:1                                  | Hög                         |                  | Trosa-Vagnhärad, Södermanland                                   |            | 58.946979, 17.495668 | 10037801180001 | Ladda upp en bild av detta fornminne      |
| Trosa-Vagnhärad 119:1                                  | Gravfält                    |                  | Trosa-Vagnhärad, Södermanland                                   |            | 58.946635, 17.493948 | 10037801190001 | Ladda upp en bild av detta fornminne      |
| Trosa-Vagnhärad 120:1                                  | Röse                        |                  | Trosa-Vagnhärad, Södermanland                                   |            | 58.950005, 17.464563 | 10037801200001 | Ladda upp en bild av detta fornminne      |
| Trosa-Vagnhärad 121:2                                  | Stensättning                |                  | Trosa-Vagnhärad, Södermanland                                   |            | 58.952984, 17.475029 | 10037801210002 | Ladda upp en bild av detta fornminne      |
| Trosa-Vagnhärad 122:1                                  | Stensättning                |                  | Trosa-Vagnhärad, Södermanland                                   |            | 58.955553, 17.474258 | 10037801220001 | Ladda upp en bild av detta fornminne      |
| Trosa-Vagnhärad 122:2                                  | Stensättning                |                  | Trosa-Vagnhärad, Södermanland                                   |            | 58.955646, 17.474163 | 10037801220002 | Ladda upp en bild av detta fornminne      |
| Trosa-Vagnhärad 122:3                                  | Stensättning                |                  | Trosa-Vagnhärad, Södermanland                                   |            | 58.955732, 17.474245 | 10037801220003 | Ladda upp en bild av detta fornminne      |
| Trosa-Vagnhärad 123:1                                  | Stensättning                |                  | Trosa-Vagnhärad, Södermanland                                   |            | 58.959481, 17.468226 | 10037801230001 | Ladda upp en bild av detta fornminne      |
| Sö 33 (Trosa-Vagnhärad 125:1)                          | Runristning                 |                  | Trosa-Vagnhärad, Södermanland                                   | Skåäng     | 58.964483, 17.462688 | 10037801250001 | Ladda upp en till bild av detta fornminne |
| Trosa-Vagnhärad 126:2                                  | Hällristning                |                  | Trosa-Vagnhärad, Södermanland                                   |            | 58.943424, 17.463843 | 10037801260002 | Ladda upp en bild av detta fornminne      |
| Trosa-Vagnhärad 126:3                                  | Hällristning                |                  | Trosa-Vagnhärad, Södermanland                                   |            | 58.943605, 17.463305 | 10037801260003 | Ladda upp en bild av detta fornminne      |
| Trosa-Vagnhärad 127:2                                  | Hällristning                |                  | Trosa-Vagnhärad, Södermanland                                   |            | 58.946216, 17.460609 | 10037801270002 | Ladda upp en bild av detta fornminne      |
| Trosa-Vagnhärad 127:4                                  | Hällristning                |                  | Trosa-Vagnhärad, Södermanland                                   |            | 58.945561, 17.460845 | 10037801270004 | Ladda upp en bild av detta fornminne      |
| Trosa-Vagnhärad 128:1                                  | Stensättning                |                  | Trosa-Vagnhärad, Södermanland                                   |            | 58.947419, 17.458224 | 10037801280001 | Ladda upp en bild av detta fornminne      |
| Trosa-Vagnhärad 129:2                                  | Stensättning                |                  | Trosa-Vagnhärad, Södermanland                                   |            | 58.947962, 17.456002 | 10037801290002 | Ladda upp en bild av detta fornminne      |
| Trosa-Vagnhärad 131:2                                  | Hällristning                |                  | Trosa-Vagnhärad, Södermanland                                   |            | 58.947443, 17.476561 | 10037801310002 | Ladda upp en bild av detta fornminne      |
| Trosa-Vagnhärad 132:1                                  | Stensättning                |                  | Trosa-Vagnhärad, Södermanland                                   |            | 58.946287, 17.481966 | 10037801320001 | Ladda upp en bild av detta fornminne      |
| Trosa-Vagnhärad 133:1                                  | Stensättning                |                  | Trosa-Vagnhärad, Södermanland                                   |            | 58.942262, 17.471620 | 10037801330001 | Ladda upp en bild av detta fornminne      |
| Trosa-Vagnhärad 134:1                                  | Hög                         |                  | Trosa-Vagnhärad, Södermanland                                   |            | 58.944315, 17.476758 | 10037801340001 | Ladda upp en bild av detta fornminne      |
| Trosa-Vagnhärad 134:2                                  | Hällristning                |                  | Trosa-Vagnhärad, Södermanland                                   |            | 58.944479, 17.476418 | 10037801340002 | Ladda upp en bild av detta fornminne      |
| Trosa-Vagnhärad 134:3                                  | Hällristning                |                  | Trosa-Vagnhärad, Södermanland                                   |            | 58.944506, 17.476593 | 10037801340003 | Ladda upp en bild av detta fornminne      |
| Trosa-Vagnhärad 135:1                                  | Gravfält                    |                  | Trosa-Vagnhärad, Södermanland                                   |            | 58.944001, 17.474663 | 10037801350001 | Ladda upp en bild av detta fornminne      |
| Trosa-Vagnhärad 136:1                                  | Stensättning                |                  | Trosa-Vagnhärad, Södermanland                                   |            | 58.944352, 17.474006 | 10037801360001 | Ladda upp en bild av detta fornminne      |
| Trosa-Vagnhärad 137:1                                  | Stensättning                |                  | Trosa-Vagnhärad, Södermanland                                   |            | 58.944845, 17.473461 | 10037801370001 | Ladda upp en bild av detta fornminne      |
| Trosa-Vagnhärad 138:1                                  | Gravfält                    |                  | Trosa-Vagnhärad, Södermanland                                   |            | 58.931522, 17.471314 | 10037801380001 | Ladda upp en bild av detta fornminne      |
| Trosa-Vagnhärad 139:1                                  | Gravfält                    |                  | Trosa-Vagnhärad, Södermanland                                   |            | 58.932169, 17.470540 | 10037801390001 | Ladda upp en bild av detta fornminne      |
| Trosa-Vagnhärad 141:1                                  | Gravfält                    |                  | Trosa-Vagnhärad, Södermanland                                   |            | 58.932924, 17.469425 | 10037801410001 | Ladda upp en bild av detta fornminne      |
| Trosa-Vagnhärad 143:1                                  | Stensättning                |                  | Trosa-Vagnhärad, Södermanland                                   |            | 58.933870, 17.475944 | 10037801430001 | Ladda upp en bild av detta fornminne      |
| Trosa-Vagnhärad 143:2                                  | Röse                        |                  | Trosa-Vagnhärad, Södermanland                                   |            | 58.933443, 17.476279 | 10037801430002 | Ladda upp en bild av detta fornminne      |
| Sö 25 (Trosa-Vagnhärad 145:1)                          | Runristning                 |                  | Trosa-Vagnhärad, Södermanland                                   | Långbro    | 58.928765, 17.477832 | 10037801450001 | Ladda upp en till bild av detta fornminne |
| Trosa-Vagnhärad 146:1                                  | Gravfält                    |                  | Trosa-Vagnhärad, Södermanland                                   |            | 58.928742, 17.478257 | 10037801460001 | Ladda upp en bild av detta fornminne      |
| Trosa-Vagnhärad 147:1                                  | Gravfält                    |                  | Trosa-Vagnhärad, Södermanland                                   |            | 58.929671, 17.481228 | 10037801470001 | Ladda upp en bild av detta fornminne      |
| Trosa-Vagnhärad 148:1                                  | Stensättning                |                  | Trosa-Vagnhärad, Södermanland                                   |            | 58.937537, 17.480146 | 10037801480001 | Ladda upp en bild av detta fornminne      |
| Trosa-Vagnhärad 149:1                                  | Gravfält                    |                  | Trosa-Vagnhärad, Södermanland                                   |            | 58.937382, 17.485203 | 10037801490001 | Ladda upp en bild av detta fornminne      |
| Trosa-Vagnhärad 150:1                                  | Stensättning                |                  | Trosa-Vagnhärad, Södermanland                                   |            | 58.934618, 17.485645 | 10037801500001 | Ladda upp en bild av detta fornminne      |
| Trosa-Vagnhärad 154:1                                  | Gravfält                    |                  | Trosa-Vagnhärad, Södermanland                                   |            | 58.918149, 17.533692 | 10037801540001 | Ladda upp en bild av detta fornminne      |
| Trosa-Vagnhärad 155:1                                  | Hög                         |                  | Trosa-Vagnhärad, Södermanland                                   |            | 58.920681, 17.535942 | 10037801550001 | Ladda upp en bild av detta fornminne      |
| Trosa-Vagnhärad 155:2                                  | Hög                         |                  | Trosa-Vagnhärad, Södermanland                                   |            | 58.920825, 17.536026 | 10037801550002 | Ladda upp en bild av detta fornminne      |
| Trosa-Vagnhärad 156:1                                  | Gravfält                    |                  | Trosa-Vagnhärad, Södermanland                                   |            | 58.920010, 17.531727 | 10037801560001 | Ladda upp en bild av detta fornminne      |
| Trosa-Vagnhärad 157:1                                  | Gravfält                    |                  | Trosa-Vagnhärad, Södermanland                                   |            | 58.918902, 17.531795 | 10037801570001 | Ladda upp en bild av detta fornminne      |
| Trosa-Vagnhärad 158:1                                  | Gravfält                    |                  | Trosa-Vagnhärad, Södermanland                                   |            | 58.921621, 17.527653 | 10037801580001 | Ladda upp en bild av detta fornminne      |
| Trosa-Vagnhärad 159:1                                  | Stensättning                |                  | Trosa-Vagnhärad, Södermanland                                   |            | 58.925305, 17.522140 | 10037801590001 | Ladda upp en bild av detta fornminne      |
| Trosa-Vagnhärad 159:2                                  | Stensättning                |                  | Trosa-Vagnhärad, Södermanland                                   |            | 58.925200, 17.522223 | 10037801590002 | Ladda upp en bild av detta fornminne      |
| Trosa-Vagnhärad 159:3                                  | Stensättning                |                  | Trosa-Vagnhärad, Södermanland                                   |            | 58.925235, 17.522440 | 10037801590003 | Ladda upp en bild av detta fornminne      |
| Trosa-Vagnhärad 160:1                                  | Hög                         |                  | Trosa-Vagnhärad, Södermanland                                   |            | 58.925737, 17.522093 | 10037801600001 | Ladda upp en bild av detta fornminne      |
| Trosa-Vagnhärad 160:2                                  | Stensättning                |                  | Trosa-Vagnhärad, Södermanland                                   |            | 58.925606, 17.522135 | 10037801600002 | Ladda upp en bild av detta fornminne      |
| Trosa-Vagnhärad 162:1                                  | Stensättning                |                  | Trosa-Vagnhärad, Södermanland                                   |            | 58.909670, 17.512109 | 10037801620001 | Ladda upp en bild av detta fornminne      |
| Sö 24 (Trosa-Vagnhärad 165:1)                          | Runristning                 | folkvandringstid | Trosa-Vagnhärad, Södermanland                                   | Berga      | 58.936562, 17.498831 | 10037801650001 | Ladda upp en till bild av detta fornminne |
| Trosa-Vagnhärad 166:1                                  | Röse                        |                  | Trosa-Vagnhärad, Södermanland                                   |            | 58.937982, 17.502160 | 10037801660001 | Ladda upp en bild av detta fornminne      |
| Trosa-Vagnhärad 167:1                                  | Gravfält                    |                  | Trosa-Vagnhärad, Södermanland                                   |            | 58.935607, 17.499330 | 10037801670001 | Ladda upp en bild av detta fornminne      |
| Trosa-Vagnhärad 170:1                                  | Gravfält                    |                  | Trosa-Vagnhärad, Södermanland                                   |            | 58.932499, 17.498770 | 10037801700001 | Ladda upp en bild av detta fornminne      |
| Trosa-Vagnhärad 173:1                                  | Röse                        |                  | Trosa-Vagnhärad, Södermanland                                   |            | 58.930714, 17.500439 | 10037801730001 | Ladda upp en bild av detta fornminne      |
| Trosa-Vagnhärad 174:1                                  | Stensättning                |                  | Trosa-Vagnhärad, Södermanland                                   |            | 58.928811, 17.502093 | 10037801740001 | Ladda upp en bild av detta fornminne      |
| Trosa-Vagnhärad 174:2                                  | Stensättning                |                  | Trosa-Vagnhärad, Södermanland                                   |            | 58.928666, 17.502194 | 10037801740002 | Ladda upp en bild av detta fornminne      |
| Trosa-Vagnhärad 175:1                                  | Stensättning                |                  | Trosa-Vagnhärad, Södermanland                                   |            | 58.928948, 17.501170 | 10037801750001 | Ladda upp en bild av detta fornminne      |
| Trosa-Vagnhärad 175:2                                  | Stensättning                |                  | Trosa-Vagnhärad, Södermanland                                   |            | 58.928829, 17.501188 | 10037801750002 | Ladda upp en bild av detta fornminne      |
| Trosa-Vagnhärad 176:1                                  | Hög                         |                  | Trosa-Vagnhärad, Södermanland                                   |            | 58.943516, 17.507848 | 10037801760001 | Ladda upp en bild av detta fornminne      |
| Trosa-Vagnhärad 176:2                                  | Hög                         |                  | Trosa-Vagnhärad, Södermanland                                   |            | 58.943089, 17.507531 | 10037801760002 | Ladda upp en bild av detta fornminne      |
| Trosa-Vagnhärad 177:1                                  | Hög                         |                  | Trosa-Vagnhärad, Södermanland                                   |            | 58.942926, 17.505466 | 10037801770001 | Ladda upp en bild av detta fornminne      |
| Trosa-Vagnhärad 177:2                                  | Hög                         |                  | Trosa-Vagnhärad, Södermanland                                   |            | 58.943548, 17.504548 | 10037801770002 | Ladda upp en bild av detta fornminne      |
| Trosa-Vagnhärad 177:3                                  | Hög                         |                  | Trosa-Vagnhärad, Södermanland                                   |            | 58.942486, 17.505709 | 10037801770003 | Ladda upp en bild av detta fornminne      |
| Sö 359 (Trosa-Vagnhärad 178:1)                         | Runristning                 |                  | Trosa-Vagnhärad, Södermanland                                   | Åda        | 58.933734, 17.524481 | 10037801780001 | Ladda upp en till bild av detta fornminne |
| Sö 39 (Trosa-Vagnhärad 178:2)                          | Runristning                 |                  | Trosa-Vagnhärad, Södermanland                                   | Åda        | 58.933627, 17.524655 | 10037801780002 | Ladda upp en till bild av detta fornminne |
| Sö 36 (Trosa-Vagnhärad 178:3)                          | Runristning                 |                  | Trosa-Vagnhärad, Södermanland                                   | Trosa bro  | 58.933457, 17.524467 | 10037801780003 | Ladda upp en till bild av detta fornminne |
| Trosa-Vagnhärad 178:4                                  | Stensättning                |                  | Trosa-Vagnhärad, Södermanland                                   |            | 58.933696, 17.525016 | 10037801780004 | Ladda upp en bild av detta fornminne      |
| Trosa-Vagnhärad 179:1                                  | Gravfält                    |                  | Trosa-Vagnhärad, Södermanland                                   |            | 58.932859, 17.527541 | 10037801790001 | Ladda upp en bild av detta fornminne      |
| Trosa-Vagnhärad 180:1                                  | Stensättning                |                  | Trosa-Vagnhärad, Södermanland                                   |            | 58.932040, 17.541149 | 10037801800001 | Ladda upp en bild av detta fornminne      |
| Trosa-Vagnhärad 181:1                                  | Gravfält                    |                  | Trosa-Vagnhärad, Södermanland                                   |            | 58.913552, 17.482369 | 10037801810001 | Ladda upp en bild av detta fornminne      |
| Trosa-Vagnhärad 182:101                                | Gravfält                    |                  | Trosa-Vagnhärad, Södermanland                                   |            | 58.919395, 17.492341 | 10037801820101 | Ladda upp en bild av detta fornminne      |
| Trosa-Vagnhärad 182:201                                | Gravfält                    |                  | Trosa-Vagnhärad, Södermanland                                   |            | 58.918577, 17.492420 | 10037801820201 | Ladda upp en bild av detta fornminne      |
| Trosa-Vagnhärad 184:1                                  | Gravfält                    |                  | Trosa-Vagnhärad, Södermanland                                   |            | 58.920832, 17.487542 | 10037801840001 | Ladda upp en bild av detta fornminne      |
| Trosa-Vagnhärad 185:1                                  | Stensättning                |                  | Trosa-Vagnhärad, Södermanland                                   |            | 58.922144, 17.485479 | 10037801850001 | Ladda upp en bild av detta fornminne      |
| Trosa-Vagnhärad 185:2                                  | Stensättning                |                  | Trosa-Vagnhärad, Södermanland                                   |            | 58.922063, 17.485861 | 10037801850002 | Ladda upp en bild av detta fornminne      |
| Sö 26 (Trosa-Vagnhärad 186:1)                          | Runristning                 |                  | Trosa-Vagnhärad, Södermanland                                   | Ytterstene | 58.916297, 17.492098 | 10037801860001 | Ladda upp en till bild av detta fornminne |
| Trosa-Vagnhärad 187:1                                  | Gravfält                    |                  | Trosa-Vagnhärad, Södermanland                                   |            | 58.923101, 17.484130 | 10037801870001 | Ladda upp en bild av detta fornminne      |
| Trosa-Vagnhärad 188:1                                  | Stensättning                |                  | Trosa-Vagnhärad, Södermanland                                   |            | 58.924949, 17.496514 | 10037801880001 | Ladda upp en bild av detta fornminne      |
| Trosa-Vagnhärad 189:1                                  | Stensättning                |                  | Trosa-Vagnhärad, Södermanland                                   |            | 58.915847, 17.498910 | 10037801890001 | Ladda upp en bild av detta fornminne      |
| Trosa-Vagnhärad 190:1                                  | Gravfält                    |                  | Trosa-Vagnhärad, Södermanland                                   |            | 58.911217, 17.495250 | 10037801900001 | Ladda upp en bild av detta fornminne      |
| Trosa-Vagnhärad 191:1                                  | Gravfält                    |                  | Trosa-Vagnhärad, Södermanland                                   |            | 58.912414, 17.494530 | 10037801910001 | Ladda upp en bild av detta fornminne      |
| Trosa-Vagnhärad 192:1                                  | Stensättning                |                  | Trosa-Vagnhärad, Södermanland                                   |            | 58.910189, 17.493358 | 10037801920001 | Ladda upp en bild av detta fornminne      |
| Trosa-Vagnhärad 194:1                                  | Gravfält                    |                  | Trosa-Vagnhärad, Södermanland                                   |            | 58.914358, 17.486195 | 10037801940001 | Ladda upp en bild av detta fornminne      |
| Trosa-Vagnhärad 195:1                                  | Stensättning                |                  | Trosa-Vagnhärad, Södermanland                                   |            | 58.915776, 17.487102 | 10037801950001 | Ladda upp en bild av detta fornminne      |
| Trosa-Vagnhärad 197:1                                  | Stensättning                |                  | Trosa-Vagnhärad, Södermanland                                   |            | 58.928234, 17.560222 | 10037801970001 | Ladda upp en bild av detta fornminne      |
| Trosa-Vagnhärad 201:1                                  | Stensättning                |                  | Trosa-Vagnhärad, Södermanland                                   |            | 58.951189, 17.486342 | 10037802010001 | Ladda upp en bild av detta fornminne      |
| Trosa-Vagnhärad 201:2                                  | Stensättning                |                  | Trosa-Vagnhärad, Södermanland                                   |            | 58.951072, 17.486053 | 10037802010002 | Ladda upp en bild av detta fornminne      |
| Trosa-Vagnhärad 201:3                                  | Stensättning                |                  | Trosa-Vagnhärad, Södermanland                                   |            | 58.951175, 17.486058 | 10037802010003 | Ladda upp en bild av detta fornminne      |
| Trosa-Vagnhärad 201:4                                  | Stensättning                |                  | Trosa-Vagnhärad, Södermanland                                   |            | 58.951421, 17.486420 | 10037802010004 | Ladda upp en bild av detta fornminne      |
| Trosa-Vagnhärad 202:1                                  | Stensättning                |                  | Trosa-Vagnhärad, Södermanland                                   |            | 58.950387, 17.484436 | 10037802020001 | Ladda upp en bild av detta fornminne      |
| Trosa-Vagnhärad 202:2                                  | Stensättning                |                  | Trosa-Vagnhärad, Södermanland                                   |            | 58.950519, 17.483946 | 10037802020002 | Ladda upp en bild av detta fornminne      |
| Trosa-Vagnhärad 203:1                                  | Stensättning                |                  | Trosa-Vagnhärad, Södermanland                                   |            | 58.949847, 17.482876 | 10037802030001 | Ladda upp en bild av detta fornminne      |
| Trosa-Vagnhärad 203:2                                  | Stensättning                |                  | Trosa-Vagnhärad, Södermanland                                   |            | 58.949679, 17.483132 | 10037802030002 | Ladda upp en bild av detta fornminne      |
| Trosa-Vagnhärad 203:3                                  | Stensättning                |                  | Trosa-Vagnhärad, Södermanland                                   |            | 58.950025, 17.482363 | 10037802030003 | Ladda upp en bild av detta fornminne      |
| Trosa-Vagnhärad 204:1                                  | Gravfält                    |                  | Trosa-Vagnhärad, Södermanland                                   |            | 58.949977, 17.480296 | 10037802040001 | Ladda upp en bild av detta fornminne      |
| Trosa-Vagnhärad 205:1                                  | Stensättning                |                  | Trosa-Vagnhärad, Södermanland                                   |            | 58.955829, 17.478793 | 10037802050001 | Ladda upp en bild av detta fornminne      |
| Trosa-Vagnhärad 205:2                                  | Stensättning                |                  | Trosa-Vagnhärad, Södermanland                                   |            | 58.955721, 17.479111 | 10037802050002 | Ladda upp en bild av detta fornminne      |
| Trosa-Vagnhärad 205:3                                  | Stensättning                |                  | Trosa-Vagnhärad, Södermanland                                   |            | 58.955526, 17.479895 | 10037802050003 | Ladda upp en bild av detta fornminne      |
| Trosa-Vagnhärad 206:1                                  | Stensättning                |                  | Trosa-Vagnhärad, Södermanland                                   |            | 58.955053, 17.486186 | 10037802060001 | Ladda upp en bild av detta fornminne      |
| Trosa-Vagnhärad 208:1                                  | Stensättning                |                  | Trosa-Vagnhärad, Södermanland                                   |            | 58.959153, 17.473864 | 10037802080001 | Ladda upp en bild av detta fornminne      |
| Trosa-Vagnhärad 209:1                                  | Stensättning                |                  | Trosa-Vagnhärad, Södermanland                                   |            | 58.955905, 17.504432 | 10037802090001 | Ladda upp en bild av detta fornminne      |
| Trosa-Vagnhärad 209:2                                  | Stensättning                |                  | Trosa-Vagnhärad, Södermanland                                   |            | 58.956024, 17.504282 | 10037802090002 | Ladda upp en bild av detta fornminne      |
| Trosa-Vagnhärad 210:1                                  | Stensättning                |                  | Trosa-Vagnhärad, Södermanland                                   |            | 58.956202, 17.503650 | 10037802100001 | Ladda upp en bild av detta fornminne      |
| Trosa-Vagnhärad 210:2                                  | Stensättning                |                  | Trosa-Vagnhärad, Södermanland                                   |            | 58.956041, 17.503586 | 10037802100002 | Ladda upp en bild av detta fornminne      |
| Trosa-Vagnhärad 211:1                                  | Stensättning                |                  | Trosa-Vagnhärad, Södermanland                                   |            | 58.956949, 17.501027 | 10037802110001 | Ladda upp en bild av detta fornminne      |
| Trosa-Vagnhärad 212:1                                  | Stensättning                |                  | Trosa-Vagnhärad, Södermanland                                   |            | 58.954484, 17.500153 | 10037802120001 | Ladda upp en bild av detta fornminne      |
| Trosa-Vagnhärad 212:2                                  | Stensättning                |                  | Trosa-Vagnhärad, Södermanland                                   |            | 58.954568, 17.500484 | 10037802120002 | Ladda upp en bild av detta fornminne      |
| Trosa-Vagnhärad 213:1                                  | Stensättning                |                  | Trosa-Vagnhärad, Södermanland                                   |            | 58.954855, 17.502717 | 10037802130001 | Ladda upp en bild av detta fornminne      |
| Trosa-Vagnhärad 215:1                                  | Stensättning                |                  | Trosa-Vagnhärad, Södermanland                                   |            | 58.948265, 17.513889 | 10037802150001 | Ladda upp en bild av detta fornminne      |
| Trosa-Vagnhärad 215:2                                  | Stensättning                |                  | Trosa-Vagnhärad, Södermanland                                   |            | 58.948236, 17.513723 | 10037802150002 | Ladda upp en bild av detta fornminne      |
| Trosa-Vagnhärad 216:1                                  | Stensättning                |                  | Trosa-Vagnhärad, Södermanland                                   |            | 58.949638, 17.520834 | 10037802160001 | Ladda upp en bild av detta fornminne      |
| Trosa-Vagnhärad 217:1                                  | Stensättning                |                  | Trosa-Vagnhärad, Södermanland                                   |            | 58.949109, 17.521325 | 10037802170001 | Ladda upp en bild av detta fornminne      |
| Trosa-Vagnhärad 218:1                                  | Stensättning                |                  | Trosa-Vagnhärad, Södermanland                                   |            | 58.952209, 17.533415 | 10037802180001 | Ladda upp en bild av detta fornminne      |
| Trosa-Vagnhärad 219:1                                  | Stensättning                |                  | Trosa-Vagnhärad, Södermanland                                   |            | 58.949991, 17.534833 | 10037802190001 | Ladda upp en bild av detta fornminne      |
| Trosa-Vagnhärad 220:1                                  | Stensättning                |                  | Trosa-Vagnhärad, Södermanland                                   |            | 58.949168, 17.455238 | 10037802200001 | Ladda upp en bild av detta fornminne      |
| Trosa-Vagnhärad 220:2                                  | Stensättning                |                  | Trosa-Vagnhärad, Södermanland                                   |            | 58.949096, 17.455349 | 10037802200002 | Ladda upp en bild av detta fornminne      |
| Trosa-Vagnhärad 221:1                                  | Stensättning                |                  | Trosa-Vagnhärad, Södermanland                                   |            | 58.966428, 17.418484 | 10037802210001 | Ladda upp en bild av detta fornminne      |
| Trosa-Vagnhärad 222:1                                  | Stensättning                |                  | Trosa-Vagnhärad, Södermanland                                   |            | 58.966252, 17.421356 | 10037802220001 | Ladda upp en bild av detta fornminne      |
| Trosa-Vagnhärad 222:2                                  | Stensättning                |                  | Trosa-Vagnhärad, Södermanland                                   |            | 58.966334, 17.421657 | 10037802220002 | Ladda upp en bild av detta fornminne      |
| Trosa-Vagnhärad 222:3                                  | Stensättning                |                  | Trosa-Vagnhärad, Södermanland                                   |            | 58.966359, 17.422024 | 10037802220003 | Ladda upp en bild av detta fornminne      |
| Trosa-Vagnhärad 223:1                                  | Stensättning                |                  | Trosa-Vagnhärad, Södermanland                                   |            | 58.966383, 17.423448 | 10037802230001 | Ladda upp en bild av detta fornminne      |
| Trosa-Vagnhärad 224:1                                  | Fornborg                    |                  | Trosa-Vagnhärad, Södermanland                                   |            | 58.917247, 17.492198 | 10037802240001 | Ladda upp en bild av detta fornminne      |
| Trosa-Vagnhärad 227:1                                  | Stensättning                |                  | Trosa-Vagnhärad, Södermanland                                   |            | 58.967395, 17.425862 | 10037802270001 | Ladda upp en bild av detta fornminne      |
| Trosa-Vagnhärad 228:1                                  | Stensättning                |                  | Trosa-Vagnhärad, Södermanland                                   |            | 58.968130, 17.425302 | 10037802280001 | Ladda upp en bild av detta fornminne      |
| Trosa-Vagnhärad 229:1                                  | Stensättning                |                  | Trosa-Vagnhärad, Södermanland                                   |            | 58.967890, 17.427203 | 10037802290001 | Ladda upp en bild av detta fornminne      |
| Trosa-Vagnhärad 230:1                                  | Stensättning                |                  | Trosa-Vagnhärad, Södermanland                                   |            | 58.971628, 17.417106 | 10037802300001 | Ladda upp en bild av detta fornminne      |
| Trosa-Vagnhärad 231:1                                  | Gravfält                    |                  | Trosa-Vagnhärad, Södermanland                                   |            | 58.971966, 17.423007 | 10037802310001 | Ladda upp en bild av detta fornminne      |
| Trosa-Vagnhärad 232:1                                  | Gravfält                    |                  | Trosa-Vagnhärad, Södermanland                                   |            | 58.972243, 17.422072 | 10037802320001 | Ladda upp en bild av detta fornminne      |
| Trosa-Vagnhärad 235:1                                  | Fornborg                    |                  | Trosa-Vagnhärad, Södermanland                                   |            | 58.932501, 17.592188 | 10037802350001 | Ladda upp en bild av detta fornminne      |
| Trosa-Vagnhärad 240:1                                  | Hög                         |                  | Trosa-Vagnhärad, Södermanland                                   |            | 58.903420, 17.497525 | 10037802400001 | Ladda upp en bild av detta fornminne      |
| Trosa-Vagnhärad 240:2                                  | Hög                         |                  | Trosa-Vagnhärad, Södermanland                                   |            | 58.903522, 17.497517 | 10037802400002 | Ladda upp en bild av detta fornminne      |
| Trosa-Vagnhärad 240:3                                  | Stensättning                |                  | Trosa-Vagnhärad, Södermanland                                   |            | 58.903353, 17.497470 | 10037802400003 | Ladda upp en bild av detta fornminne      |
| Trosa-Vagnhärad 243:1                                  | Stensättning                |                  | Trosa-Vagnhärad, Södermanland                                   |            | 58.928673, 17.479615 | 10037802430001 | Ladda upp en bild av detta fornminne      |
| Trosa-Vagnhärad 246:1                                  | Stensättning                |                  | Trosa-Vagnhärad, Södermanland                                   |            | 58.948827, 17.483193 | 10037802460001 | Ladda upp en bild av detta fornminne      |
| Trosa-Vagnhärad 248:1                                  | Hällristning                |                  | Trosa-Vagnhärad, Södermanland                                   |            | 58.941725, 17.453654 | 10037802480001 | Ladda upp en bild av detta fornminne      |
| Sö 31 (Trosa-Vagnhärad 262:1)                          | Runristning                 |                  | Trosa-Vagnhärad, Södermanland                                   | Nora       | 58.962183, 17.528642 | 10037802620001 | Ladda upp en till bild av detta fornminne |
| Trosa-Vagnhärad 263:1                                  | Grav- och boplatsområde     |                  | Trosa-Vagnhärad, Södermanland                                   |            | 58.887301, 17.489800 | 10037802630001 | Ladda upp en bild av detta fornminne      |
| Södermanlands runinskrifter 27 (Trosa-Vagnhärad 264:1) | Runristning                 |                  | Trosa-Vagnhärad, Södermanland                                   | Sör-Husby  | 58.945280, 17.505496 | 10037802640001 | Ladda upp en till bild av detta fornminne |
| Trosa-Vagnhärad 265:1                                  | Stensättning                |                  | Trosa-Vagnhärad, Södermanland                                   |            | 58.943348, 17.472623 | 10037802650001 | Ladda upp en bild av detta fornminne      |
| Trosa-Vagnhärad 291:1                                  | Röse                        |                  | Trosa-Vagnhärad, Södermanland                                   |            | 58.966121, 17.461269 | 10037802910001 | Ladda upp en bild av detta fornminne      |
| Trosa-Vagnhärad 294:1                                  | Stensättning                |                  | Trosa-Vagnhärad, Södermanland                                   |            | 58.948039, 17.467770 | 10037802940001 | Ladda upp en bild av detta fornminne      |
| Trosa-Vagnhärad 296:1                                  | Stensättning                |                  | Trosa-Vagnhärad, Södermanland                                   |            | 58.947721, 17.464901 | 10037802960001 | Ladda upp en bild av detta fornminne      |
| Trosa-Vagnhärad 296:2                                  | Stensättning                |                  | Trosa-Vagnhärad, Södermanland                                   |            | 58.948118, 17.464707 | 10037802960002 | Ladda upp en bild av detta fornminne      |
| Trosa-Vagnhärad 298:1                                  | Stensättning                |                  | Trosa-Vagnhärad, Södermanland                                   |            | 58.960631, 17.491597 | 10037802980001 | Ladda upp en bild av detta fornminne      |
| Trosa-Vagnhärad 298:2                                  | Stensättning                |                  | Trosa-Vagnhärad, Södermanland                                   |            | 58.960720, 17.491491 | 10037802980002 | Ladda upp en bild av detta fornminne      |
| Trosa-Vagnhärad 298:3                                  | Stensättning                |                  | Trosa-Vagnhärad, Södermanland                                   |            | 58.960306, 17.491776 | 10037802980003 | Ladda upp en bild av detta fornminne      |
| Trosa-Vagnhärad 298:4                                  | Stensättning                |                  | Trosa-Vagnhärad, Södermanland                                   |            | 58.960321, 17.491618 | 10037802980004 | Ladda upp en bild av detta fornminne      |
| Trosa-Vagnhärad 301:1                                  | Stensättning                |                  | Trosa-Vagnhärad, Södermanland                                   |            | 58.929549, 17.491028 | 10037803010001 | Ladda upp en bild av detta fornminne      |
| Trosa-Vagnhärad 303:1                                  | Stensättning                |                  | Trosa-Vagnhärad, Södermanland                                   |            | 58.934835, 17.470093 | 10037803030001 | Ladda upp en bild av detta fornminne      |
| Trosa-Vagnhärad 304:1                                  | Hällristning                |                  | Trosa-Vagnhärad, Södermanland                                   |            | 58.947912, 17.448897 | 10037803040001 | Ladda upp en bild av detta fornminne      |
| Trosa-Vagnhärad 304:2                                  | Hällristning                |                  | Trosa-Vagnhärad, Södermanland                                   |            | 58.947912, 17.448897 | 10037803040002 | Ladda upp en bild av detta fornminne      |
| Trosa-Vagnhärad 305:1                                  | Hällristning                |                  | Trosa-Vagnhärad, Södermanland                                   |            | 58.945144, 17.446512 | 10037803050001 | Ladda upp en bild av detta fornminne      |
| Trosa-Vagnhärad 306:1                                  | Hällristning                |                  | Trosa-Vagnhärad, Södermanland                                   |            | 58.944361, 17.445729 | 10037803060001 | Ladda upp en bild av detta fornminne      |
| Trosa-Vagnhärad 307:1                                  | Hällristning                |                  | Trosa-Vagnhärad, Södermanland                                   |            | 58.945145, 17.448292 | 10037803070001 | Ladda upp en bild av detta fornminne      |
| Trosa-Vagnhärad 307:2                                  | Hällristning                |                  | Trosa-Vagnhärad, Södermanland                                   |            | 58.945474, 17.448261 | 10037803070002 | Ladda upp en bild av detta fornminne      |
| Trosa-Vagnhärad 308:1                                  | Hällristning                |                  | Trosa-Vagnhärad, Södermanland                                   |            | 58.946575, 17.447678 | 10037803080001 | Ladda upp en bild av detta fornminne      |
| Trosa-Vagnhärad 309:1                                  | Stensättning                |                  | Trosa-Vagnhärad, Södermanland                                   |            | 58.955814, 17.434801 | 10037803090001 | Ladda upp en bild av detta fornminne      |
| Trosa-Vagnhärad 309:2                                  | Stensättning                |                  | Trosa-Vagnhärad, Södermanland                                   |            | 58.955675, 17.435003 | 10037803090002 | Ladda upp en bild av detta fornminne      |
| Trosa-Vagnhärad 311:1                                  | Stensättning                |                  | Trosa-Vagnhärad, Södermanland                                   |            | 58.933556, 17.470337 | 10037803110001 | Ladda upp en bild av detta fornminne      |
| Trosa-Vagnhärad 312:1                                  | Stensättning                |                  | Trosa-Vagnhärad, Södermanland                                   |            | 58.962273, 17.438666 | 10037803120001 | Ladda upp en bild av detta fornminne      |
| Trosa-Vagnhärad 313:2                                  | Hällristning                |                  | Trosa-Vagnhärad, Södermanland                                   |            | 58.958138, 17.410483 | 10037803130002 | Ladda upp en bild av detta fornminne      |
| Trosa-Vagnhärad 315:1                                  | Stensättning                |                  | Trosa-Vagnhärad, Södermanland                                   |            | 58.956961, 17.406249 | 10037803150001 | Ladda upp en bild av detta fornminne      |
| Trosa-Vagnhärad 315:2                                  | Stensättning                |                  | Trosa-Vagnhärad, Södermanland                                   |            | 58.957340, 17.405785 | 10037803150002 | Ladda upp en bild av detta fornminne      |
| Trosa-Vagnhärad 315:3                                  | Stensättning                |                  | Trosa-Vagnhärad, Södermanland                                   |            | 58.956791, 17.406471 | 10037803150003 | Ladda upp en bild av detta fornminne      |
| Trosa-Vagnhärad 316:1                                  | Hällristning                |                  | Trosa-Vagnhärad, Södermanland                                   |            | 58.964831, 17.421180 | 10037803160001 | Ladda upp en bild av detta fornminne      |
| Trosa-Vagnhärad 323:1                                  | Stensättning                |                  | Trosa-Vagnhärad, Södermanland                                   |            | 58.959936, 17.493031 | 10037803230001 | Ladda upp en bild av detta fornminne      |
| Trosa-Vagnhärad 323:3                                  | Stensättning                |                  | Trosa-Vagnhärad, Södermanland                                   |            | 58.959883, 17.493163 | 10037803230003 | Ladda upp en bild av detta fornminne      |
| Trosa-Vagnhärad 324:1                                  | Stensättning                |                  | Trosa-Vagnhärad, Södermanland                                   |            | 58.958576, 17.496500 | 10037803240001 | Ladda upp en bild av detta fornminne      |
| Trosa-Vagnhärad 327:1                                  | Stensättning                |                  | Trosa-Vagnhärad, Södermanland                                   |            | 58.962725, 17.514041 | 10037803270001 | Ladda upp en bild av detta fornminne      |
| Trosa-Vagnhärad 328:1                                  | Stensättning                |                  | Trosa-Vagnhärad, Södermanland                                   |            | 58.953770, 17.507527 | 10037803280001 | Ladda upp en bild av detta fornminne      |
| Trosa-Vagnhärad 330:1                                  | Stensättning                |                  | Trosa-Vagnhärad, Södermanland                                   |            | 58.955755, 17.525000 | 10037803300001 | Ladda upp en bild av detta fornminne      |
| Trosa-Vagnhärad 330:2                                  | Stensättning                |                  | Trosa-Vagnhärad, Södermanland                                   |            | 58.955534, 17.525298 | 10037803300002 | Ladda upp en bild av detta fornminne      |
| Trosa-Vagnhärad 331:1                                  | Stensättning                |                  | Trosa-Vagnhärad, Södermanland                                   |            | 58.952188, 17.529254 | 10037803310001 | Ladda upp en bild av detta fornminne      |
| Trosa-Vagnhärad 335:1                                  | Hällristning                |                  | Trosa-Vagnhärad, Södermanland                                   |            | 58.954477, 17.440005 | 10037803350001 | Ladda upp en bild av detta fornminne      |
| Trosa-Vagnhärad 335:2                                  | Hällristning                |                  | Trosa-Vagnhärad, Södermanland                                   |            | 58.954519, 17.440090 | 10037803350002 | Ladda upp en bild av detta fornminne      |
| Trosa-Vagnhärad 335:3                                  | Hällristning                |                  | Trosa-Vagnhärad, Södermanland                                   |            | 58.954579, 17.440010 | 10037803350003 | Ladda upp en bild av detta fornminne      |
| Trosa-Vagnhärad 337:1                                  | Stensättning                |                  | Trosa-Vagnhärad, Södermanland                                   |            | 58.920452, 17.476388 | 10037803370001 | Ladda upp en bild av detta fornminne      |
| Trosa-Vagnhärad 342:1                                  | Stensättning                |                  | Trosa-Vagnhärad, Södermanland                                   |            | 58.922662, 17.500775 | 10037803420001 | Ladda upp en bild av detta fornminne      |
| Trosa-Vagnhärad 342:2                                  | Stensättning                |                  | Trosa-Vagnhärad, Södermanland                                   |            | 58.922751, 17.501022 | 10037803420002 | Ladda upp en bild av detta fornminne      |
| Trosa-Vagnhärad 343:1                                  | Stensättning                |                  | Trosa-Vagnhärad, Södermanland                                   |            | 58.919303, 17.484636 | 10037803430001 | Ladda upp en bild av detta fornminne      |
| Trosa-Vagnhärad 350:1                                  | Stensättning                |                  | Trosa-Vagnhärad, Södermanland                                   |            | 58.950121, 17.529902 | 10037803500001 | Ladda upp en bild av detta fornminne      |
| Trosa-Vagnhärad 352:1                                  | Stensättning                |                  | Trosa-Vagnhärad, Södermanland                                   |            | 58.912650, 17.496234 | 10037803520001 | Ladda upp en bild av detta fornminne      |
| Trosa-Vagnhärad 353:1                                  | Hällristning                |                  | Trosa-Vagnhärad, Södermanland                                   |            | 58.955309, 17.439462 | 10037803530001 | Ladda upp en bild av detta fornminne      |
| Trosa-Vagnhärad 354:1                                  | Hällristning                |                  | Trosa-Vagnhärad, Södermanland                                   |            | 58.957016, 17.432884 | 10037803540001 | Ladda upp en bild av detta fornminne      |
| Trosa-Vagnhärad 354:2                                  | Hällristning                |                  | Trosa-Vagnhärad, Södermanland                                   |            | 58.957067, 17.432761 | 10037803540002 | Ladda upp en bild av detta fornminne      |
| Trosa-Vagnhärad 355:1                                  | Hällristning                |                  | Trosa-Vagnhärad, Södermanland                                   |            | 58.957263, 17.431591 | 10037803550001 | Ladda upp en bild av detta fornminne      |
| Trosa-Vagnhärad 360:1                                  | Stensättning                |                  | Trosa-Vagnhärad, Södermanland                                   |            | 58.903698, 17.579681 | 10037803600001 | Ladda upp en bild av detta fornminne      |
| Trosa-Vagnhärad 364:1                                  | Stensättning                |                  | Trosa-Vagnhärad, Södermanland                                   |            | 58.884652, 17.531877 | 10037803640001 | Ladda upp en bild av detta fornminne      |
| Trosa-Vagnhärad 372:1                                  | Stensättning                |                  | Trosa-Vagnhärad, Södermanland                                   |            | 58.941100, 17.475681 | 10037803720001 | Ladda upp en bild av detta fornminne      |
| Trosa-Vagnhärad 378:1                                  | Hällristning                |                  | Trosa-Vagnhärad, Södermanland                                   |            | 58.947316, 17.443050 | 10037803780001 | Ladda upp en bild av detta fornminne      |
| Trosa-Vagnhärad 379:1                                  | Hällristning                |                  | Trosa-Vagnhärad, Södermanland                                   |            | 58.946831, 17.446429 | 10037803790001 | Ladda upp en bild av detta fornminne      |
| Trosa-Vagnhärad 388:1                                  | Stenkrets                   |                  | Trosa-Vagnhärad, Södermanland                                   |            | 58.960314, 17.406336 | 10037803880001 | Ladda upp en bild av detta fornminne      |
| Trosa-Vagnhärad 432:1                                  | Hällristning                |                  | Trosa-Vagnhärad, Södermanland                                   |            | 58.957868, 17.427427 | 10037804320001 | Ladda upp en bild av detta fornminne      |
| Trosa-Vagnhärad 433:1                                  | Hällristning                |                  | Trosa-Vagnhärad, Södermanland                                   |            | 58.956729, 17.434980 | 10037804330001 | Ladda upp en bild av detta fornminne      |
| Trosa-Vagnhärad 434:1                                  | Hällristning                |                  | Trosa-Vagnhärad, Södermanland                                   |            | 58.956775, 17.436679 | 10037804340001 | Ladda upp en bild av detta fornminne      |
| Trosa-Vagnhärad 435:1                                  | Hällristning                |                  | Trosa-Vagnhärad, Södermanland                                   |            | 58.955767, 17.436151 | 10037804350001 | Ladda upp en bild av detta fornminne      |
| Trosa-Vagnhärad 436:1                                  | Hällristning                |                  | Trosa-Vagnhärad, Södermanland                                   |            | 58.953802, 17.441008 | 10037804360001 | Ladda upp en bild av detta fornminne      |
| Trosa-Vagnhärad 438:1                                  | Hällristning                |                  | Trosa-Vagnhärad, Södermanland                                   |            | 58.947007, 17.453379 | 10037804380001 | Ladda upp en bild av detta fornminne      |
| Trosa-Vagnhärad 456                                    | Fiskeläge                   |                  | Trosa-Vagnhärad, Södermanland                                   |            | 58.808180, 17.672923 | 12000000074955 | Ladda upp en bild av detta fornminne      |
| Trosa-Vagnhärad 460                                    | Hällristning                |                  | Trosa-Vagnhärad, Södermanland                                   |            | 58.947795, 17.459936 | 12000000082198 | Ladda upp en bild av detta fornminne      |
| Trosa-Vagnhärad 461                                    | Stensättning                |                  | Trosa-Vagnhärad, Södermanland                                   |            | 58.948435, 17.460047 | 12000000082200 | Ladda upp en bild av detta fornminne      |
| Trosa-Vagnhärad 462                                    | Stensättning                |                  | Trosa-Vagnhärad, Södermanland                                   |            | 58.948425, 17.460076 | 12000000082201 | Ladda upp en bild av detta fornminne      |
| Trosa-Vagnhärad 463                                    | Hällristning                |                  | Trosa-Vagnhärad, Södermanland                                   |            | 58.946968, 17.454174 | 12000000082202 | Ladda upp en bild av detta fornminne      |
| Trosa-Vagnhärad 465                                    | Hällristning                |                  | Trosa-Vagnhärad, Södermanland                                   |            | 58.945451, 17.452621 | 12000000082205 | Ladda upp en bild av detta fornminne      |
| Trosa-Vagnhärad 467                                    | Hällristning                |                  | Trosa-Vagnhärad, Södermanland                                   |            | 58.947927, 17.450803 | 12000000082208 | Ladda upp en bild av detta fornminne      |
| Trosa-Vagnhärad 469                                    | Hällristning                |                  | Trosa-Vagnhärad, Södermanland                                   |            | 58.946806, 17.446845 | 12000000082211 | Ladda upp en bild av detta fornminne      |
| Trosa-Vagnhärad 470                                    | Hällristning                |                  | Trosa-Vagnhärad, Södermanland                                   |            | 58.946514, 17.446422 | 12000000082213 | Ladda upp en bild av detta fornminne      |
| Trosa-Vagnhärad 471                                    | Hällristning                |                  | Trosa-Vagnhärad, Södermanland                                   |            | 58.945276, 17.443595 | 12000000082215 | Ladda upp en bild av detta fornminne      |
| Trosa-Vagnhärad 472                                    | Stensättning                |                  | Trosa-Vagnhärad, Södermanland                                   |            | 58.949250, 17.451641 | 12000000082217 | Ladda upp en bild av detta fornminne      |
| Trosa-Vagnhärad 476                                    | Hällristning                |                  | Trosa-Vagnhärad, Södermanland                                   |            | 58.946817, 17.451014 | 12000000082221 | Ladda upp en bild av detta fornminne      |
| Trosa-Vagnhärad 477                                    | Hällristning                |                  | Trosa-Vagnhärad, Södermanland                                   |            | 58.948112, 17.482281 | 12000000084119 | Ladda upp en bild av detta fornminne      |
| Trosa-Vagnhärad 478                                    | Hällristning                |                  | Trosa-Vagnhärad, Södermanland                                   |            | 58.964798, 17.420602 | 12000000084497 | Ladda upp en bild av detta fornminne      |
| Trosa-Vagnhärad 479                                    | Hällristning                |                  | Trosa-Vagnhärad, Södermanland                                   |            | 58.963839, 17.427185 | 12000000084499 | Ladda upp en bild av detta fornminne      |
| Trosa-Vagnhärad 481                                    | Hällristning                |                  | Trosa-Vagnhärad, Södermanland                                   |            | 58.963102, 17.421697 | 12000000084502 | Ladda upp en bild av detta fornminne      |
| Trosa-Vagnhärad 482                                    | Hällristning                |                  | Trosa-Vagnhärad, Södermanland                                   |            | 58.963624, 17.422147 | 12000000084504 | Ladda upp en bild av detta fornminne      |
| Trosa-Vagnhärad 483                                    | Hällristning                |                  | Trosa-Vagnhärad, Södermanland                                   |            | 58.963832, 17.426929 | 12000000084506 | Ladda upp en bild av detta fornminne      |
| Trosa-Vagnhärad 484                                    | Hällristning                |                  | Trosa-Vagnhärad, Södermanland                                   |            | 58.959018, 17.423574 | 12000000084508 | Ladda upp en bild av detta fornminne      |
| Trosa-Vagnhärad 485                                    | Hällristning                |                  | Trosa-Vagnhärad, Södermanland                                   |            | 58.965843, 17.424330 | 12000000084510 | Ladda upp en bild av detta fornminne      |
| Trosa-Vagnhärad 486                                    | Hällristning                |                  | Trosa-Vagnhärad, Södermanland                                   |            | 58.965819, 17.424336 | 12000000084512 | Ladda upp en bild av detta fornminne      |
| Trosa-Vagnhärad 487                                    | Hällristning                |                  | Trosa-Vagnhärad, Södermanland                                   |            | 58.958758, 17.413708 | 12000000084514 | Ladda upp en bild av detta fornminne      |
| Trosa-Vagnhärad 488                                    | Hällristning                |                  | Trosa-Vagnhärad, Södermanland                                   |            | 58.965192, 17.427451 | 12000000084516 | Ladda upp en bild av detta fornminne      |
| Trosa-Vagnhärad 489                                    | Hällristning                |                  | Trosa-Vagnhärad, Södermanland                                   |            | 58.965282, 17.422173 | 12000000084518 | Ladda upp en bild av detta fornminne      |
| Trosa-Vagnhärad 490                                    | Hällristning                |                  | Trosa-Vagnhärad, Södermanland                                   |            | 58.964312, 17.427258 | 12000000084520 | Ladda upp en bild av detta fornminne      |
| Trosa-Vagnhärad 500                                    | Stensättning                |                  | Trosa-Vagnhärad, Södermanland                                   |            | 58.945738, 17.539657 | 12000000124016 | Ladda upp en bild av detta fornminne      |
| Trosa-Vagnhärad 502                                    | Stensättning                |                  | Trosa-Vagnhärad, Södermanland                                   |            | 58.949080, 17.550258 | 12000000124018 | Ladda upp en bild av detta fornminne      |
| Trosa-Vagnhärad 503                                    | Stensättning                |                  | Trosa-Vagnhärad, Södermanland                                   |            | 58.945760, 17.539095 | 12000000124019 | Ladda upp en bild av detta fornminne      |
| Trosa-Vagnhärad 505                                    | Stensättning                |                  | Trosa-Vagnhärad, Södermanland                                   |            | 58.948195, 17.550007 | 12000000124021 | Ladda upp en bild av detta fornminne      |
| Trosa-Vagnhärad 506                                    | Stensättning                |                  | Trosa-Vagnhärad, Södermanland                                   |            | 58.945932, 17.539803 | 12000000124022 | Ladda upp en bild av detta fornminne      |

## Västerljung
| Namn                               | Lämningstyp  | Tillkomsttid | Historisk indelning       | Plats              | Läge                 | ID-nr          | Bild                                      |
| ---------------------------------- | ------------ | ------------ | ------------------------- | ------------------ | -------------------- | -------------- | ----------------------------------------- |
| Västerljung 1:1                    | Gravfält     |              | Västerljung, Södermanland |                    | 58.924373, 17.458424 | 10038700010001 | Ladda upp en bild av detta fornminne      |
| Västerljung 2:1                    | Gravfält     |              | Västerljung, Södermanland |                    | 58.924078, 17.454766 | 10038700020001 | Ladda upp en bild av detta fornminne      |
| Västerljung 3:1                    | Stensättning |              | Västerljung, Södermanland |                    | 58.924754, 17.455511 | 10038700030001 | Ladda upp en bild av detta fornminne      |
| Västerljung 3:2                    | Stensättning |              | Västerljung, Södermanland |                    | 58.924795, 17.455183 | 10038700030002 | Ladda upp en bild av detta fornminne      |
| Västerljung 6:1                    | Gravfält     |              | Västerljung, Södermanland |                    | 58.923423, 17.459282 | 10038700060001 | Ladda upp en bild av detta fornminne      |
| Västerljung 8:1                    | Gravfält     |              | Västerljung, Södermanland |                    | 58.922878, 17.466056 | 10038700080001 | Ladda upp en bild av detta fornminne      |
| Västerljung 9:1                    | Hällristning |              | Västerljung, Södermanland |                    | 58.920952, 17.465333 | 10038700090001 | Ladda upp en bild av detta fornminne      |
| Västerljung 10:1                   | Stensättning |              | Västerljung, Södermanland |                    | 58.919943, 17.466184 | 10038700100001 | Ladda upp en bild av detta fornminne      |
| Västerljung 10:3                   | Stensättning |              | Västerljung, Södermanland |                    | 58.920220, 17.465710 | 10038700100003 | Ladda upp en bild av detta fornminne      |
| Västerljung 11:1                   | Gravfält     |              | Västerljung, Södermanland |                    | 58.918088, 17.473367 | 10038700110001 | Ladda upp en bild av detta fornminne      |
| Västerljung 12:1                   | Gravfält     |              | Västerljung, Södermanland |                    | 58.919080, 17.473650 | 10038700120001 | Ladda upp en bild av detta fornminne      |
| Västerljung 14:1                   | Gravfält     |              | Västerljung, Södermanland |                    | 58.913247, 17.478926 | 10038700140001 | Ladda upp en bild av detta fornminne      |
| Västerljung 15:1                   | Stensättning |              | Västerljung, Södermanland |                    | 58.912627, 17.480845 | 10038700150001 | Ladda upp en bild av detta fornminne      |
| Västerljung 15:2                   | Stensättning |              | Västerljung, Södermanland |                    | 58.912640, 17.480693 | 10038700150002 | Ladda upp en bild av detta fornminne      |
| Västerljung 15:3                   | Stensättning |              | Västerljung, Södermanland |                    | 58.912639, 17.481015 | 10038700150003 | Ladda upp en bild av detta fornminne      |
| Västerljung 18:1                   | Gravfält     |              | Västerljung, Södermanland |                    | 58.906882, 17.453597 | 10038700180001 | Ladda upp en bild av detta fornminne      |
| Västerljung 19:1                   | Gravfält     |              | Västerljung, Södermanland |                    | 58.906567, 17.453902 | 10038700190001 | Ladda upp en bild av detta fornminne      |
| Västerljung 20:1                   | Hög          |              | Västerljung, Södermanland |                    | 58.912165, 17.474010 | 10038700200001 | Ladda upp en bild av detta fornminne      |
| Västerljung 21:1                   | Gravfält     |              | Västerljung, Södermanland |                    | 58.905429, 17.456178 | 10038700210001 | Ladda upp en bild av detta fornminne      |
| Västerljung 22:1                   | Hällristning |              | Västerljung, Södermanland |                    | 58.916463, 17.451338 | 10038700220001 | Ladda upp en bild av detta fornminne      |
| Sö 42 (Västerljung 23:1)           | Runristning  |              | Västerljung, Södermanland | Gillberga          | 58.916228, 17.450906 | 10038700230001 | Ladda upp en bild av detta fornminne      |
| Västerljung 24:1                   | Gravfält     |              | Västerljung, Södermanland |                    | 58.913072, 17.457452 | 10038700240001 | Ladda upp en bild av detta fornminne      |
| Västerljung 25:1                   | Gravfält     |              | Västerljung, Södermanland |                    | 58.912219, 17.455630 | 10038700250001 | Ladda upp en bild av detta fornminne      |
| Västerljung 26:1                   | Hällristning |              | Västerljung, Södermanland |                    | 58.907454, 17.457763 | 10038700260001 | Ladda upp en bild av detta fornminne      |
| Västerljung 27:1                   | Gravfält     |              | Västerljung, Södermanland |                    | 58.915804, 17.442651 | 10038700270001 | Ladda upp en bild av detta fornminne      |
| Västerljung 29:1                   | Stensättning |              | Västerljung, Södermanland |                    | 58.885623, 17.449892 | 10038700290001 | Ladda upp en bild av detta fornminne      |
| Västerljung 32:1                   | Stensättning |              | Västerljung, Södermanland |                    | 58.931078, 17.448274 | 10038700320001 | Ladda upp en bild av detta fornminne      |
| Västerljung 32:2                   | Stensättning |              | Västerljung, Södermanland |                    | 58.930979, 17.448355 | 10038700320002 | Ladda upp en bild av detta fornminne      |
| Västerljung 32:3                   | Stensättning |              | Västerljung, Södermanland |                    | 58.930748, 17.447711 | 10038700320003 | Ladda upp en bild av detta fornminne      |
| Västerljung 32:4                   | Stensättning |              | Västerljung, Södermanland |                    | 58.930780, 17.447530 | 10038700320004 | Ladda upp en bild av detta fornminne      |
| Västerljung 32:5                   | Stensättning |              | Västerljung, Södermanland |                    | 58.930455, 17.447921 | 10038700320005 | Ladda upp en bild av detta fornminne      |
| Västerljung 33:1                   | Stensättning |              | Västerljung, Södermanland |                    | 58.929814, 17.449828 | 10038700330001 | Ladda upp en bild av detta fornminne      |
| Västerljung 33:2                   | Stensättning |              | Västerljung, Södermanland |                    | 58.929890, 17.449537 | 10038700330002 | Ladda upp en bild av detta fornminne      |
| Västerljung 33:3                   | Stensättning |              | Västerljung, Södermanland |                    | 58.929979, 17.449443 | 10038700330003 | Ladda upp en bild av detta fornminne      |
| Västerljung 33:4                   | Stensättning |              | Västerljung, Södermanland |                    | 58.930023, 17.449375 | 10038700330004 | Ladda upp en bild av detta fornminne      |
| Västerljung 34:1                   | Gravfält     |              | Västerljung, Södermanland |                    | 58.928766, 17.449033 | 10038700340001 | Ladda upp en bild av detta fornminne      |
| Västerljung 35:1                   | Stensättning |              | Västerljung, Södermanland |                    | 58.928949, 17.450489 | 10038700350001 | Ladda upp en bild av detta fornminne      |
| Västerljung 35:2                   | Stensättning |              | Västerljung, Södermanland |                    | 58.928933, 17.450657 | 10038700350002 | Ladda upp en bild av detta fornminne      |
| Västerljung 36:1                   | Gravfält     |              | Västerljung, Södermanland |                    | 58.937479, 17.440213 | 10038700360001 | Ladda upp en bild av detta fornminne      |
| Västerljung 37:1                   | Hög          |              | Västerljung, Södermanland |                    | 58.920931, 17.449058 | 10038700370001 | Ladda upp en bild av detta fornminne      |
| Västerljung 37:2                   | Hög          |              | Västerljung, Södermanland |                    | 58.920815, 17.449015 | 10038700370002 | Ladda upp en bild av detta fornminne      |
| Västerljung 37:4                   | Stensättning |              | Västerljung, Södermanland |                    | 58.921085, 17.448946 | 10038700370004 | Ladda upp en bild av detta fornminne      |
| Västerljung 37:5                   | Stensättning |              | Västerljung, Södermanland |                    | 58.920890, 17.448812 | 10038700370005 | Ladda upp en bild av detta fornminne      |
| Västerljung 38:1                   | Gravfält     |              | Västerljung, Södermanland |                    | 58.922803, 17.448182 | 10038700380001 | Ladda upp en bild av detta fornminne      |
| Västerljung 40:1                   | Gravfält     |              | Västerljung, Södermanland |                    | 58.939952, 17.432187 | 10038700400001 | Ladda upp en bild av detta fornminne      |
| Västerljung 41:1                   | Stensättning |              | Västerljung, Södermanland |                    | 58.939846, 17.437120 | 10038700410001 | Ladda upp en bild av detta fornminne      |
| Västerljung 42:1                   | Stensättning |              | Västerljung, Södermanland |                    | 58.940547, 17.437806 | 10038700420001 | Ladda upp en bild av detta fornminne      |
| Västerljung 42:2                   | Stensättning |              | Västerljung, Södermanland |                    | 58.940363, 17.437453 | 10038700420002 | Ladda upp en bild av detta fornminne      |
| Västerljung 43:1                   | Borg         |              | Västerljung, Södermanland |                    | 58.945336, 17.419095 | 10038700430001 | Ladda upp en bild av detta fornminne      |
| Västerljung 44:1                   | Gravfält     |              | Västerljung, Södermanland |                    | 58.939033, 17.425951 | 10038700440001 | Ladda upp en bild av detta fornminne      |
| Västerljung 52:1                   | Stensättning |              | Västerljung, Södermanland |                    | 58.870578, 17.434193 | 10038700520001 | Ladda upp en bild av detta fornminne      |
| Västerljung 52:2                   | Stensättning |              | Västerljung, Södermanland |                    | 58.870575, 17.434349 | 10038700520002 | Ladda upp en bild av detta fornminne      |
| Västerljung 54:1                   | Stensättning |              | Västerljung, Södermanland |                    | 58.864508, 17.429552 | 10038700540001 | Ladda upp en bild av detta fornminne      |
| Västerljung 54:2                   | Stensättning |              | Västerljung, Södermanland |                    | 58.864589, 17.429591 | 10038700540002 | Ladda upp en bild av detta fornminne      |
| Västerljung 55:1                   | Stensättning |              | Västerljung, Södermanland |                    | 58.860424, 17.431814 | 10038700550001 | Ladda upp en bild av detta fornminne      |
| Västerljung 56:1                   | Stensättning |              | Västerljung, Södermanland |                    | 58.860789, 17.428049 | 10038700560001 | Ladda upp en bild av detta fornminne      |
| Västerljung 56:2                   | Stensättning |              | Västerljung, Södermanland |                    | 58.860925, 17.427951 | 10038700560002 | Ladda upp en bild av detta fornminne      |
| Västerljung 56:3                   | Stensättning |              | Västerljung, Södermanland |                    | 58.860877, 17.428157 | 10038700560003 | Ladda upp en bild av detta fornminne      |
| Västerljung 56:4                   | Stensättning |              | Västerljung, Södermanland |                    | 58.860967, 17.428179 | 10038700560004 | Ladda upp en bild av detta fornminne      |
| Västerljung 57:1                   | Hällristning |              | Västerljung, Södermanland |                    | 58.867694, 17.428616 | 10038700570001 | Ladda upp en bild av detta fornminne      |
| Västerljung 57:2                   | Hällristning |              | Västerljung, Södermanland |                    | 58.867715, 17.428426 | 10038700570002 | Ladda upp en bild av detta fornminne      |
| Västerljung 57:3                   | Hällristning |              | Västerljung, Södermanland |                    | 58.867625, 17.428488 | 10038700570003 | Ladda upp en bild av detta fornminne      |
| Västerljung 58:1                   | Stensättning |              | Västerljung, Södermanland |                    | 58.860774, 17.385177 | 10038700580001 | Ladda upp en bild av detta fornminne      |
| Västerljung 58:2                   | Stensättning |              | Västerljung, Södermanland |                    | 58.860685, 17.385051 | 10038700580002 | Ladda upp en bild av detta fornminne      |
| Västerljung 58:3                   | Stensättning |              | Västerljung, Södermanland |                    | 58.860550, 17.385062 | 10038700580003 | Ladda upp en bild av detta fornminne      |
| Västerljung 59:1                   | Stensättning |              | Västerljung, Södermanland |                    | 58.861559, 17.406425 | 10038700590001 | Ladda upp en bild av detta fornminne      |
| Västerljung 60:1                   | Stensättning |              | Västerljung, Södermanland |                    | 58.859925, 17.415179 | 10038700600001 | Ladda upp en bild av detta fornminne      |
| Västerljung 63:1                   | Stensättning |              | Västerljung, Södermanland |                    | 58.860334, 17.414835 | 10038700630001 | Ladda upp en bild av detta fornminne      |
| Västerljung 63:2                   | Stensättning |              | Västerljung, Södermanland |                    | 58.860415, 17.414839 | 10038700630002 | Ladda upp en bild av detta fornminne      |
| Västerljung 64:1                   | Stensättning |              | Västerljung, Södermanland |                    | 58.861894, 17.417880 | 10038700640001 | Ladda upp en bild av detta fornminne      |
| Västerljung 65:1                   | Stensättning |              | Västerljung, Södermanland |                    | 58.867064, 17.376279 | 10038700650001 | Ladda upp en bild av detta fornminne      |
| Västerljung 66:1                   | Stensättning |              | Västerljung, Södermanland |                    | 58.865912, 17.375634 | 10038700660001 | Ladda upp en bild av detta fornminne      |
| Västerljung 68:1                   | Fornborg     |              | Västerljung, Södermanland |                    | 58.782730, 17.458196 | 10038700680001 | Ladda upp en bild av detta fornminne      |
| Västerljung 75:1                   | Röse         |              | Västerljung, Södermanland |                    | 58.779199, 17.512716 | 10038700750001 | Ladda upp en bild av detta fornminne      |
| Vittseberget (Västerljung 99:1)    | Fornborg     |              | Västerljung, Södermanland |                    | 58.837670, 17.421103 | 10038700990001 | Ladda upp en bild av detta fornminne      |
| Västerljung 104:1                  | Stensättning |              | Västerljung, Södermanland |                    | 58.850151, 17.386417 | 10038701040001 | Ladda upp en bild av detta fornminne      |
| Västerljung 105:1                  | Röse         |              | Västerljung, Södermanland |                    | 58.799123, 17.553368 | 10038701050001 | Ladda upp en bild av detta fornminne      |
| Västerljung 106:1                  | Röse         |              | Västerljung, Södermanland |                    | 58.798513, 17.552659 | 10038701060001 | Ladda upp en bild av detta fornminne      |
| Västerljung 107:1                  | Röse         |              | Västerljung, Södermanland |                    | 58.784851, 17.510732 | 10038701070001 | Ladda upp en bild av detta fornminne      |
| Västerljung 109:1                  | Gravfält     |              | Västerljung, Södermanland |                    | 58.838989, 17.380133 | 10038701090001 | Ladda upp en bild av detta fornminne      |
| Västerljung 111:1                  | Stensättning |              | Västerljung, Södermanland |                    | 58.856600, 17.410973 | 10038701110001 | Ladda upp en bild av detta fornminne      |
| Västerljung 111:2                  | Stensättning |              | Västerljung, Södermanland |                    | 58.856267, 17.410991 | 10038701110002 | Ladda upp en bild av detta fornminne      |
| Västerljung 113:1                  | Stensättning |              | Västerljung, Södermanland |                    | 58.855797, 17.410534 | 10038701130001 | Ladda upp en bild av detta fornminne      |
| Västerljung 114:1                  | Stensättning |              | Västerljung, Södermanland |                    | 58.832079, 17.378933 | 10038701140001 | Ladda upp en bild av detta fornminne      |
| Västerljung 115:1                  | Hög          |              | Västerljung, Södermanland |                    | 58.835022, 17.385022 | 10038701150001 | Ladda upp en bild av detta fornminne      |
| Västerljung 115:2                  | Stensättning |              | Västerljung, Södermanland |                    | 58.835112, 17.384993 | 10038701150002 | Ladda upp en bild av detta fornminne      |
| Västerljung 115:3                  | Stensättning |              | Västerljung, Södermanland |                    | 58.835044, 17.384764 | 10038701150003 | Ladda upp en bild av detta fornminne      |
| Västerljung 116:1                  | Gravfält     |              | Västerljung, Södermanland |                    | 58.835402, 17.384219 | 10038701160001 | Ladda upp en bild av detta fornminne      |
| Västerljung 117:1                  | Gravfält     |              | Västerljung, Södermanland |                    | 58.832786, 17.389543 | 10038701170001 | Ladda upp en bild av detta fornminne      |
| Västerljung 118:1                  | Stensättning |              | Västerljung, Södermanland |                    | 58.837304, 17.399702 | 10038701180001 | Ladda upp en bild av detta fornminne      |
| Västerljung 120:1                  | Stensättning |              | Västerljung, Södermanland |                    | 58.835364, 17.386519 | 10038701200001 | Ladda upp en bild av detta fornminne      |
| Västerljung 120:2                  | Stensättning |              | Västerljung, Södermanland |                    | 58.835274, 17.386530 | 10038701200002 | Ladda upp en bild av detta fornminne      |
| Västerljung 121:1                  | Stensättning |              | Västerljung, Södermanland |                    | 58.834823, 17.387458 | 10038701210001 | Ladda upp en bild av detta fornminne      |
| Västerljung 122:1                  | Stensättning |              | Västerljung, Södermanland |                    | 58.834215, 17.370560 | 10038701220001 | Ladda upp en bild av detta fornminne      |
| Västerljung 124:1                  | Stensättning |              | Västerljung, Södermanland |                    | 58.824265, 17.400448 | 10038701240001 | Ladda upp en bild av detta fornminne      |
| Västerljung 124:2                  | Stensättning |              | Västerljung, Södermanland |                    | 58.824417, 17.400528 | 10038701240002 | Ladda upp en bild av detta fornminne      |
| Västerljung 124:3                  | Stensättning |              | Västerljung, Södermanland |                    | 58.824511, 17.400274 | 10038701240003 | Ladda upp en bild av detta fornminne      |
| Västerljung 125:1                  | Stensättning |              | Västerljung, Södermanland |                    | 58.822598, 17.404636 | 10038701250001 | Ladda upp en bild av detta fornminne      |
| Västerljung 126:1                  | Stensättning |              | Västerljung, Södermanland |                    | 58.849574, 17.392809 | 10038701260001 | Ladda upp en bild av detta fornminne      |
| Västerljung 127:1                  | Stensättning |              | Västerljung, Södermanland |                    | 58.849966, 17.384031 | 10038701270001 | Ladda upp en bild av detta fornminne      |
| Västerljung 131:1                  | Stensättning |              | Västerljung, Södermanland |                    | 58.850848, 17.434116 | 10038701310001 | Ladda upp en bild av detta fornminne      |
| Västerljung 131:2                  | Stensättning |              | Västerljung, Södermanland |                    | 58.850520, 17.434429 | 10038701310002 | Ladda upp en bild av detta fornminne      |
| Västerljung 133:1                  | Gravfält     |              | Västerljung, Södermanland |                    | 58.852599, 17.427849 | 10038701330001 | Ladda upp en bild av detta fornminne      |
| Västerljung 134:1                  | Stensättning |              | Västerljung, Södermanland |                    | 58.854033, 17.426430 | 10038701340001 | Ladda upp en bild av detta fornminne      |
| Västerljung 135:1                  | Stensättning |              | Västerljung, Södermanland |                    | 58.853402, 17.426814 | 10038701350001 | Ladda upp en bild av detta fornminne      |
| Västerljung 152:1                  | Stensättning |              | Västerljung, Södermanland |                    | 58.938413, 17.417874 | 10038701520001 | Ladda upp en bild av detta fornminne      |
| Västerljung 152:2                  | Stensättning |              | Västerljung, Södermanland |                    | 58.938205, 17.418014 | 10038701520002 | Ladda upp en bild av detta fornminne      |
| Västerljung 153:1                  | Stensättning |              | Västerljung, Södermanland |                    | 58.881443, 17.459666 | 10038701530001 | Ladda upp en bild av detta fornminne      |
| Västerljung 201:1                  | Hög          |              | Västerljung, Södermanland |                    | 58.893769, 17.453810 | 10038702010001 | Ladda upp en bild av detta fornminne      |
| Västerljung 201:3                  | Stensättning |              | Västerljung, Södermanland |                    | 58.893637, 17.453786 | 10038702010003 | Ladda upp en bild av detta fornminne      |
| Västerljung 201:4                  | Stensättning |              | Västerljung, Södermanland |                    | 58.893728, 17.453575 | 10038702010004 | Ladda upp en bild av detta fornminne      |
| Vårdkaseberget (Västerljung 202:1) | Fornborg     |              | Västerljung, Södermanland |                    | 58.887327, 17.473985 | 10038702020001 | Ladda upp en bild av detta fornminne      |
| Västerljung 205:1                  | Stensättning |              | Västerljung, Södermanland |                    | 58.807674, 17.509877 | 10038702050001 | Ladda upp en bild av detta fornminne      |
| Västerljung 206:1                  | Stensättning |              | Västerljung, Södermanland |                    | 58.844340, 17.375502 | 10038702060001 | Ladda upp en bild av detta fornminne      |
| Västerljung 220:1                  | Stensättning |              | Västerljung, Södermanland |                    | 58.866005, 17.432629 | 10038702200001 | Ladda upp en bild av detta fornminne      |
| Västerljung 220:2                  | Stensättning |              | Västerljung, Södermanland |                    | 58.865761, 17.432721 | 10038702200002 | Ladda upp en bild av detta fornminne      |
| Västerljung 223:1                  | Stensättning |              | Västerljung, Södermanland |                    | 58.898865, 17.472077 | 10038702230001 | Ladda upp en bild av detta fornminne      |
| Västerljung 226:1                  | Stensättning |              | Västerljung, Södermanland |                    | 58.937157, 17.446383 | 10038702260001 | Ladda upp en bild av detta fornminne      |
| Västerljung 226:2                  | Stensättning |              | Västerljung, Södermanland |                    | 58.937137, 17.445974 | 10038702260002 | Ladda upp en bild av detta fornminne      |
| Västerljung 227:1                  | Stensättning |              | Västerljung, Södermanland |                    | 58.938283, 17.442198 | 10038702270001 | Ladda upp en bild av detta fornminne      |
| Västerljung 228:1                  | Stensättning |              | Västerljung, Södermanland |                    | 58.938001, 17.439012 | 10038702280001 | Ladda upp en bild av detta fornminne      |
| Västerljung 229:1                  | Stensättning |              | Västerljung, Södermanland |                    | 58.938621, 17.435607 | 10038702290001 | Ladda upp en bild av detta fornminne      |
| Sö 40 (Västerljung 230:1)          | Runristning  |              | Västerljung, Södermanland | Västerljungs kyrka | 58.922189, 17.449000 | 10038702300001 | Ladda upp en till bild av detta fornminne |
| Västerljung 235:2                  | Stensättning |              | Västerljung, Södermanland |                    | 58.930765, 17.438937 | 10038702350002 | Ladda upp en bild av detta fornminne      |
| Västerljung 238:1                  | Stensättning |              | Västerljung, Södermanland |                    | 58.927137, 17.449785 | 10038702380001 | Ladda upp en bild av detta fornminne      |
| Västerljung 248:1                  | Stensättning |              | Västerljung, Södermanland |                    | 58.933370, 17.433974 | 10038702480001 | Ladda upp en bild av detta fornminne      |
| Västerljung 250:1                  | Stensättning |              | Västerljung, Södermanland |                    | 58.927472, 17.448496 | 10038702500001 | Ladda upp en bild av detta fornminne      |
| Västerljung 250:2                  | Stensättning |              | Västerljung, Södermanland |                    | 58.927362, 17.448603 | 10038702500002 | Ladda upp en bild av detta fornminne      |
| Västerljung 263                    | Stensättning |              | Västerljung, Södermanland |                    | 58.924569, 17.453481 | 12000000081710 | Ladda upp en bild av detta fornminne      |
| Västerljung 264                    | Stensättning |              | Västerljung, Södermanland |                    | 58.924493, 17.453523 | 12000000081712 | Ladda upp en bild av detta fornminne      |
| Västerljung 268                    | Stensättning |              | Västerljung, Södermanland |                    | 58.829581, 17.406530 | 12000000099845 | Ladda upp en bild av detta fornminne      |
| Västerljung 269                    | Stensättning |              | Västerljung, Södermanland |                    | 58.829383, 17.406242 | 12000000099846 | Ladda upp en bild av detta fornminne      |
| Västerljung 270                    | Stensättning |              | Västerljung, Södermanland |                    | 58.830109, 17.406147 | 12000000099847 | Ladda upp en bild av detta fornminne      |
| Västerljung 272                    | Stensättning |              | Västerljung, Södermanland |                    | 58.830161, 17.405342 | 12000000099849 | Ladda upp en bild av detta fornminne      |
| Västerljung 273                    | Röse         |              | Västerljung, Södermanland |                    | 58.830011, 17.406439 | 12000000099850 | Ladda upp en bild av detta fornminne      |
| Västerljung 275                    | Stensättning |              | Västerljung, Södermanland |                    | 58.833918, 17.404472 | 12000000099852 | Ladda upp en bild av detta fornminne      |
| Västerljung 278                    | Stensättning |              | Västerljung, Södermanland |                    | 58.829684, 17.409639 | 12000000099879 | Ladda upp en bild av detta fornminne      |
| Västerljung 279                    | Stensättning |              | Västerljung, Södermanland |                    | 58.829691, 17.409392 | 12000000099880 | Ladda upp en bild av detta fornminne      |
| Västerljung 284                    | Stensättning |              | Västerljung, Södermanland |                    | 58.925001, 17.454555 | 12000000136233 | Ladda upp en bild av detta fornminne      |
| Västerljung 285                    | Gravfält     |              | Västerljung, Södermanland |                    | 58.925188, 17.453296 | 12000000136234 | Ladda upp en till bild av detta fornminne |